# Nagoya
Nagoya (名古屋 Nagoyaⓘ?) es la cuarta ciudad más grande de Japón. Localizada en la costa del Pacífico en la región de Chūbu, en el centro de la isla de Honshū, es la capital de la prefectura de Aichi.

## Historia

### Periodo Tokugawa
Durante este periodo el Castillo de
Nagoya fue construido, parcialmente con materiales extraídos del Castillo de
Kiyosu(清州城). Durante su construcción, la totalidad de los habitantes de la ciudad
que rodeaba el Castillo de Kiyosu, alrededor de 60 000 personas, se trasladaron de
Kiyosu a la nueva ciudad que había sido construida alrededor del castillo.
Durante el mismo periodo, el antiguo templo de Atsusa fue designado como una estación del paso en el importante camino de Tōkaidō, el cual conectaba a Kioto con Edo (Tokio). Un pueblo se formó alrededor del templo. Los pueblos del templo y el castillo formarían la ciudad.

### Periodo moderno
La ciudad modernamente conocida como Nagoya fue fundada oficialmente el 1 de octubre de 1889, y fue destruida en su totalidad durante los bombardeos de 1945.
En septiembre de 2012, la ciudad tiene una población de alrededor de 2 266 693 habitantes, con una densidad de 6940 hab/km² en una superficie de 326 km².

### Demografía

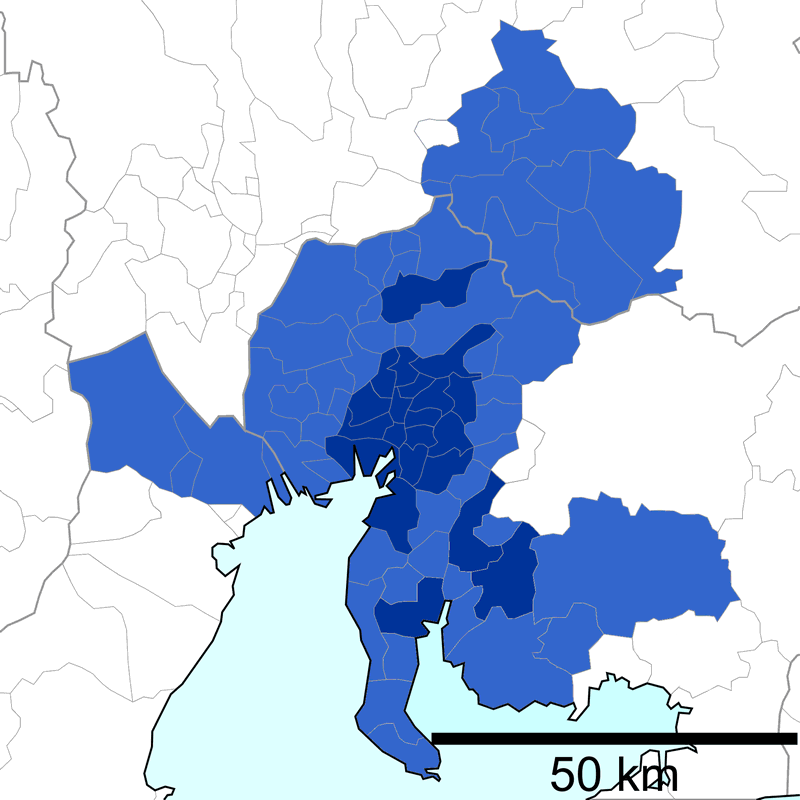
Área metropolitana de empleo de Nagoya en 2015

Uno de los primeros censos, realizado en 1889, contabilizó 157 496 residentes. La población alcanzó el millón de habitantes en 1934 y en diciembre de 2010 tenía una población estimada de 2 259 993 con una densidad de población de 6923 hab./km². También, a partir de 2010, se estimaba que residían allí 1 019 859 hogares, un aumento significativo respecto a los 153 370 del final de la Segunda Guerra Mundial en 1945.
Su superficie es de 326,45 kilómetros cuadrados (126,04 mi²). El Área Metropolitana de Chūkyō se extiende por las prefecturas de Mie y Gifu, con una población total de unos 10 millones de personas, sólo superada por Osaka y Tokio.

#### Evolución de la población
| Año  | Pop.      | ±%      |
| ---- | --------- | ------- |
| 1935 | 1 182 837 | +19.3 % |
| 1940 | 1 415 117 | +19.6 % |
| 1950 | 1 157 263 | -18.2 % |
| 1955 | 1 420 572 | +22.8 % |
| 1960 | 1 697 093 | +19.5 % |
| 1965 | 1 935 430 | +14.0 % |
| 1970 | 2 036 053 | +5.2 %  |
| 1975 | 2 079 740 | +2.1 %  |
| 1980 | 2 087 902 | +0.4 %  |
| 1985 | 2 116 381 | +1.4 %  |
| 1990 | 2 154 793 | +1.8 %  |
| 1995 | 2 152 184 | −0.1 %  |
| 2000 | 2 171 557 | +0.9 %  |
| 2005 | 2 215 062 | +2.0 %  |
| 2010 | 2 263 907 | +2.2 %  |
| 2015 | 2 295 638 | +1.4 %  |
| 2020 | 2 332 176 | +1.5 %  |

## Hitos urbanos
Es el centro neurálgico de la tercera mayor área metropolitana de Japón conocida como Área de Chūkyō que incluye 53 municipios de las prefecturas de Aichi, Gifu y Mie. El área metropolitana de Chūkyō tenía en 2005 una población de 8 923 445 habitantes en un área de 6911 km².
Es la capital japonesa de la industria automovilística especialmente por la firma Toyota y gran parte de la industria pesada de Japón. Como dato significativo en 2003 el 70 % del superávit japonés provino de esta área.
Nagoya posee dos aeropuertos: Komaki para vuelos principalmente domésticos y el Aeropuerto Internacional de Chubu en una isla artificial perteneciente al municipio de Tokoname, (Aichi). Además, cuenta con el Puerto de Nagoya, uno de los puertos con más tráfico de Japón.

## Geografía
Nagoya se encuentra al norte de la bahía de Ise en la llanura de Nōbi. La ciudad fue construida en las mesetas bajas para evitar daños por inundaciones. La llanura es una de las zonas fértiles de Japón, lo que permitió el desarrollo de la agricultura. Los ríos permitieron el desarrollo del comercio con el interior del país. El río Kiso fluye hacia el oeste a lo largo del límite de la ciudad, y el río Shōnai llega desde el noreste y gira al sur hacia la bahía en el distrito de Nishi. El Hori, un río artificial iniciado como un canal en 1610, fluye de norte a sur y forma parte de la cuenca del río Shōnai. El río Tempaku se alimenta de una serie de pequeños ríos en el este, fluye brevemente hacia el sur en Nonami y luego hacia el oeste a Odaka hasta desembocar en la bahía de Ise.
La ubicación geográfica y la posición de la ciudad en el centro de Japón permitió que se desarrollase económica y políticamente a través de los siglos.

### Barrios

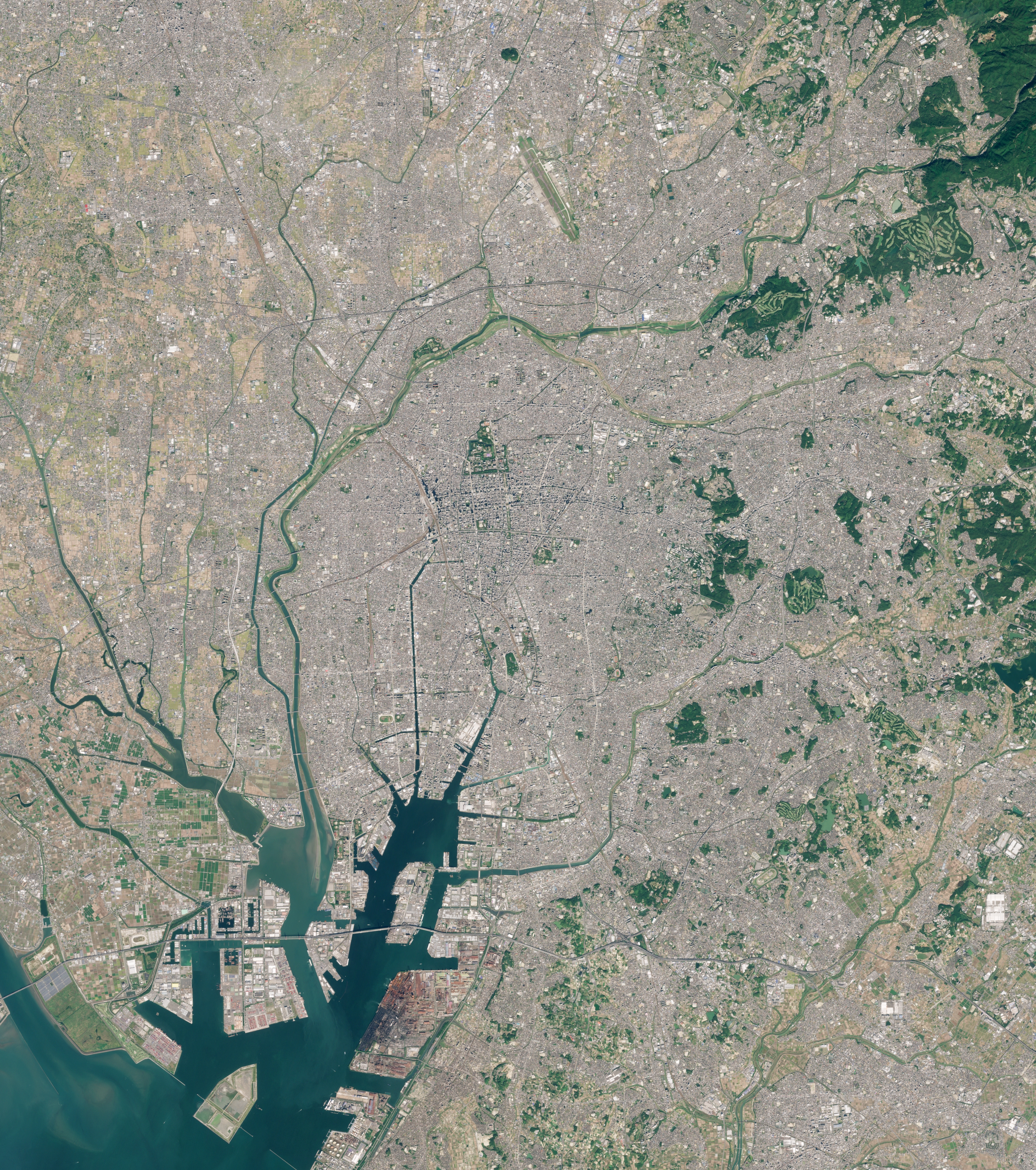
Vista desde un satélite del área de Nagoya.

- Atsuta-ku
- Chikusa-ku
- Higashi-ku
- Kita-ku
- Meitō-ku
- Midori-ku
- Minami-ku
- Minato-ku
- Mizuho-ku
- Moriyama-ku
- Naka-ku
- Nakagawa-ku
- Nakamura-ku
- Nishi-ku
- Shōwa-ku
- Tenpaku-ku

### Clima
| Parámetros climáticos promedio de Nagoya, Aichi (1981~2010; récords 1891~2012) | Parámetros climáticos promedio de Nagoya, Aichi (1981~2010; récords 1891~2012) | Parámetros climáticos promedio de Nagoya, Aichi (1981~2010; récords 1891~2012) | Parámetros climáticos promedio de Nagoya, Aichi (1981~2010; récords 1891~2012) | Parámetros climáticos promedio de Nagoya, Aichi (1981~2010; récords 1891~2012) | Parámetros climáticos promedio de Nagoya, Aichi (1981~2010; récords 1891~2012) | Parámetros climáticos promedio de Nagoya, Aichi (1981~2010; récords 1891~2012) | Parámetros climáticos promedio de Nagoya, Aichi (1981~2010; récords 1891~2012) | Parámetros climáticos promedio de Nagoya, Aichi (1981~2010; récords 1891~2012) | Parámetros climáticos promedio de Nagoya, Aichi (1981~2010; récords 1891~2012) | Parámetros climáticos promedio de Nagoya, Aichi (1981~2010; récords 1891~2012) | Parámetros climáticos promedio de Nagoya, Aichi (1981~2010; récords 1891~2012) | Parámetros climáticos promedio de Nagoya, Aichi (1981~2010; récords 1891~2012) | Parámetros climáticos promedio de Nagoya, Aichi (1981~2010; récords 1891~2012) |
| Mes                                                                            | Ene.                                                                           | Feb.                                                                           | Mar.                                                                           | Abr.                                                                           | May.                                                                           | Jun.                                                                           | Jul.                                                                           | Ago.                                                                           | Sep.                                                                           | Oct.                                                                           | Nov.                                                                           | Dic.                                                                           | Anual                                                                          |
| ------------------------------------------------------------------------------ | ------------------------------------------------------------------------------ | ------------------------------------------------------------------------------ | ------------------------------------------------------------------------------ | ------------------------------------------------------------------------------ | ------------------------------------------------------------------------------ | ------------------------------------------------------------------------------ | ------------------------------------------------------------------------------ | ------------------------------------------------------------------------------ | ------------------------------------------------------------------------------ | ------------------------------------------------------------------------------ | ------------------------------------------------------------------------------ | ------------------------------------------------------------------------------ | ------------------------------------------------------------------------------ |
| Temp. máx. abs. (°C)                                                           | 30.0                                                                           | 27.0                                                                           | 25.6                                                                           | 31.5                                                                           | 35.2                                                                           | 37.7                                                                           | 38.9                                                                           | 41.4                                                                           | 42.0                                                                           | 35.9                                                                           | 38.4                                                                           | 29.0                                                                           | 41.4                                                                           |
| Temp. máx. media (°C)                                                          | 9.0                                                                            | 10.1                                                                           | 13.9                                                                           | 19.9                                                                           | 24.1                                                                           | 27.2                                                                           | 30.8                                                                           | 32.8                                                                           | 28.6                                                                           | 22.8                                                                           | 17.0                                                                           | 11.6                                                                           | 20.7                                                                           |
| Temp. media (°C)                                                               | 4.5                                                                            | 5.2                                                                            | 8.7                                                                            | 14.4                                                                           | 18.9                                                                           | 22.7                                                                           | 26.4                                                                           | 27.8                                                                           | 24.1                                                                           | 18.1                                                                           | 12.2                                                                           | 7.0                                                                            | 15.8                                                                           |
| Temp. mín. media (°C)                                                          | 0.8                                                                            | 1.1                                                                            | 4.2                                                                            | 9.6                                                                            | 14.5                                                                           | 19.0                                                                           | 23.0                                                                           | 24.3                                                                           | 20.7                                                                           | 14.1                                                                           | 8.1                                                                            | 3.1                                                                            | 11.9                                                                           |
| Temp. mín. abs. (°C)                                                           | -10.3                                                                          | -9.5                                                                           | -6.8                                                                           | -2.1                                                                           | 2.8                                                                            | 8.2                                                                            | 14.0                                                                           | 14.4                                                                           | 9.5                                                                            | 1.5                                                                            | -2.7                                                                           | -7.2                                                                           | -10.4                                                                          |
| Lluvias (mm)                                                                   | 48.4                                                                           | 65.6                                                                           | 121.8                                                                          | 124.8                                                                          | 156.5                                                                          | 201.0                                                                          | 203.6                                                                          | 126.3                                                                          | 234.4                                                                          | 128.3                                                                          | 79.7                                                                           | 45.0                                                                           | 1535.4                                                                         |
| Nevadas (cm)                                                                   | 5                                                                              | 8                                                                              | 0                                                                              | 0                                                                              | 0                                                                              | 0                                                                              | 0                                                                              | 0                                                                              | 0                                                                              | 0                                                                              | 0                                                                              | 1                                                                              | 14                                                                             |
| Días de lluvias (≥ 0.5 mm)                                                     | 6.8                                                                            | 7.5                                                                            | 10.2                                                                           | 10.4                                                                           | 11.4                                                                           | 12.8                                                                           | 13.0                                                                           | 8.7                                                                            | 11.9                                                                           | 9.5                                                                            | 7.2                                                                            | 6.9                                                                            | 116.3                                                                          |
| Días de nevadas (≥ 1 mm)                                                       | 6.4                                                                            | 5.4                                                                            | 2.0                                                                            | 0.0                                                                            | 0.0                                                                            | 0.0                                                                            | 0.0                                                                            | 0.0                                                                            | 0.0                                                                            | 0.0                                                                            | 0.0                                                                            | 2.6                                                                            | 16.4                                                                           |
| Horas de sol                                                                   | 170.1                                                                          | 170.0                                                                          | 189.1                                                                          | 196.6                                                                          | 197.5                                                                          | 149.9                                                                          | 164.3                                                                          | 200.4                                                                          | 151.0                                                                          | 169.0                                                                          | 162.7                                                                          | 172.2                                                                          | 2092.8                                                                         |
| Humedad relativa (%)                                                           | 64                                                                             | 61                                                                             | 59                                                                             | 60                                                                             | 65                                                                             | 71                                                                             | 74                                                                             | 70                                                                             | 71                                                                             | 68                                                                             | 66                                                                             | 65                                                                             | 66.2                                                                           |
| Fuente n.º 1:                                                                  |                                                                                |                                                                                |                                                                                |                                                                                |                                                                                |                                                                                |                                                                                |                                                                                |                                                                                |                                                                                |                                                                                |                                                                                |                                                                                |
| Fuente n.º 2: (récords)                                                        |                                                                                |                                                                                |                                                                                |                                                                                |                                                                                |                                                                                |                                                                                |                                                                                |                                                                                |                                                                                |                                                                                |                                                                                |                                                                                |

## Economía

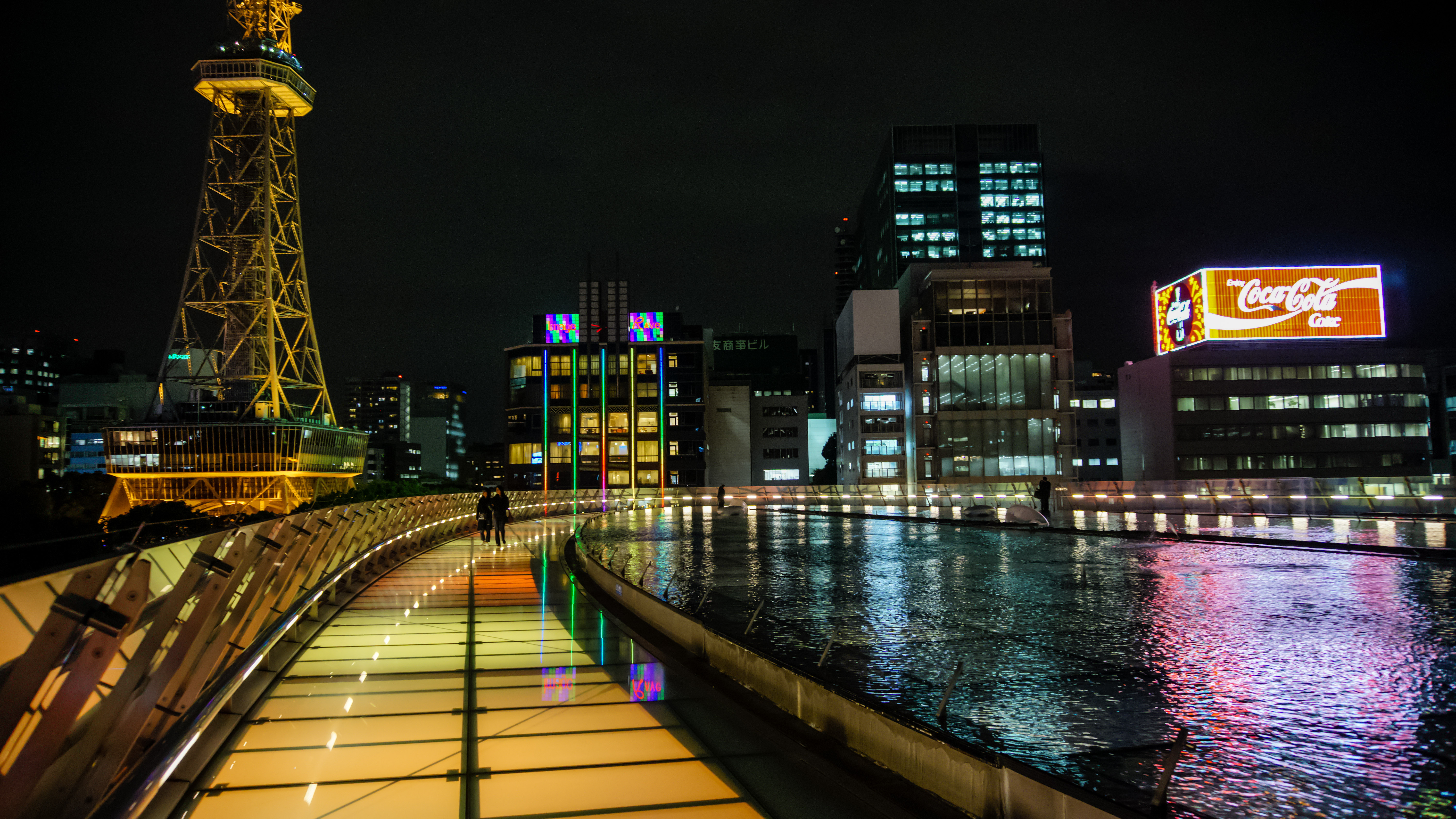
Sakae

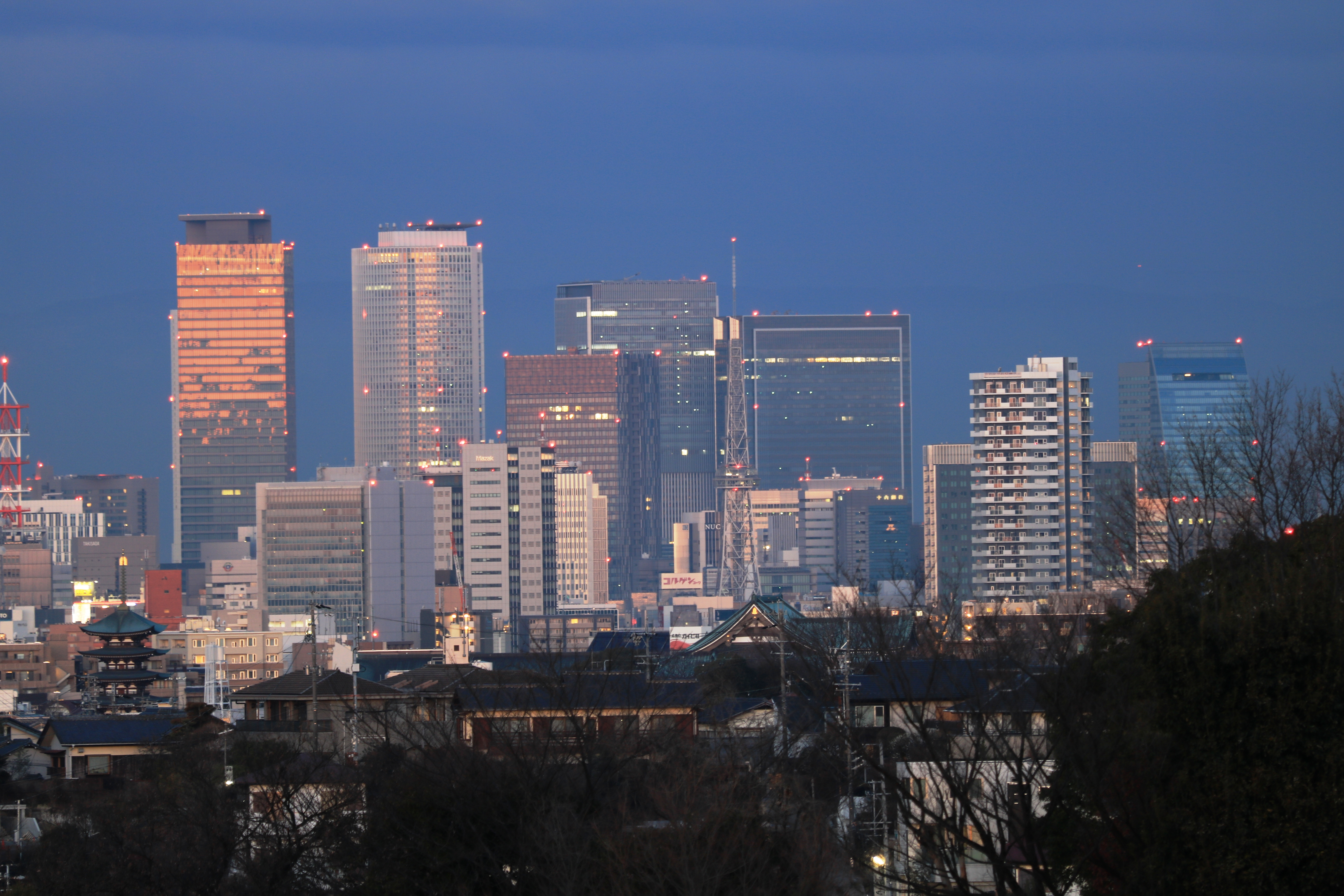
Meieki

Nagoya es el centro del Gran Nagoya, que obtuvo casi el 70 % del superávit comercial de Japón en 2003.
La principal industria de Nagoya es el negocio de la automoción, ya que muchas empresas automotrices japonesas tienen sus bases en Nagoya, similar a la cantidad de fabricantes de automóviles de Estados Unidos que las tienen en Detroit. La marca de lujo Lexus perteneciente a Toyota, tiene su sede en Nagoya. Mitsubishi Motors tiene una división de I+D en Okazaki situado en las afueras de Nagoya. Muchos proveedores de automotrices japonesas como Denso, Aisin Seiki Co., Toyota Industries, JTEKT o Toyota Boshoku etc tienen su sede en Nagoya o en los suburbios de Nagoya. Por otra parte, los principales proveedores de la industria, como Magna International o PPG también tienen una presencia en Nagoya.
La JR central, que opera la Tokaido Shinkansen, tiene su sede en Nagoya, al igual que Noritake, empresa productora de cerámica fina empresa. Además de Brother Industries, conocida por máquinas de oficina como impresoras multifunción, NGK que es conocida por las bujías y productos relacionados, Nippon SHARYO que es conocida por la fabricación de material rodante incluidos los Shinkansen trenes bala y Hoshizaki eléctricos que se conoce para máquinas de hielo comerciales y equipos de refrigeración que también tienen su sede aquí. La compañía de pastelería japonesa Marukawa tiene su sede en Nagoya. También hay una considerable industria aeroespacial, de herramientas de maquinaria y de electrónica en el área.
Empresas aeroespaciales que operan en Nagoya incluyen a: Boeing, Pratt & Whitney, Mitsubishi Heavy Industries, Bodycote, Kawasaki Heavy Industries, Spirit AeroSystems y Fuji Heavy Industries.
La producción de robots es otra industria en rápido desarrollo. Las marionetas mecanizadas, llamadas «Karakuri Ningyo», son una artesanía tradicional de la zona de Nagoya. Además de la industria aeroespacial y la robótica, la industria de ingeniería de materiales también se está desarrollando en esta materia.
Otra importante industria local, la firma Shachihata Inc. fabricante de sellos XStamper. Empresa familiar fundada en 1925. Shachihata fue uno de los expositores de Expo 2005.
La Exposición Internacional de 2005 se llevó a cabo en las afueras de Nagoya, en las ciudades vecinas de Nagakute y Seto. El evento se celebró del 25 marzo al 25 de septiembre de 2005.

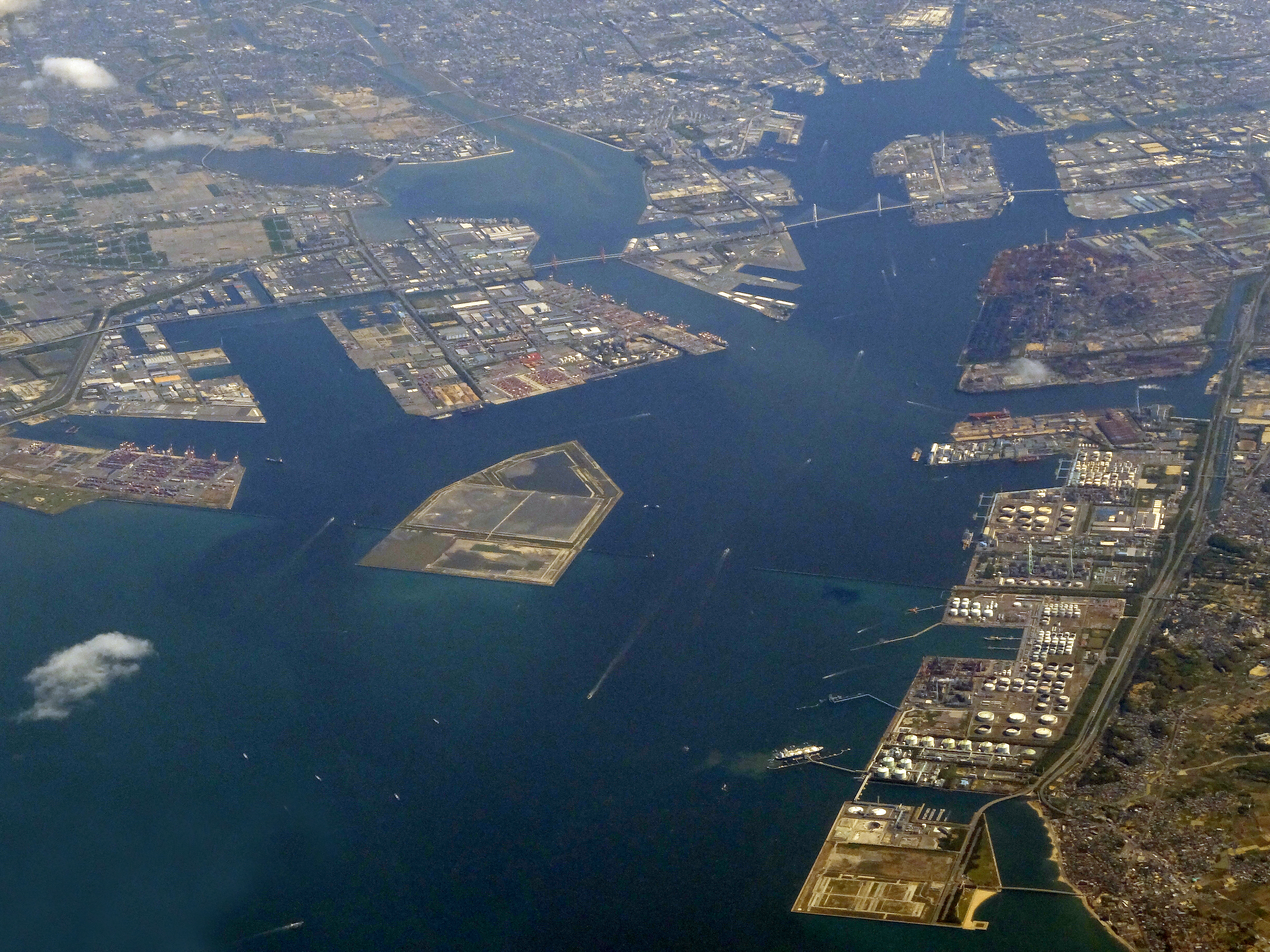
el puerto de Nagoya en 2013.

### Etimología del nombre
El nombre de la ciudad se escribía históricamente como 那古野 o 名護屋 (ambos leídos como Nagoya). Un posible origen es el adjetivo  (なごやか nagoyaka?), que quiere decir 'pacífico'.
El nombre  (中京 Chūkyō?), que consiste en chū (medio) + kyō (capital) se utiliza también para referirse a Nagoya. Ejemplos notables del uso de este nombre Chūkyō son la Chūkyō Industrial Area, el Chūkyō Metropolitan Area, la Chūkyō Television Broadcasting, la Chukyo University y la Chukyo Racecourse.

## Educación

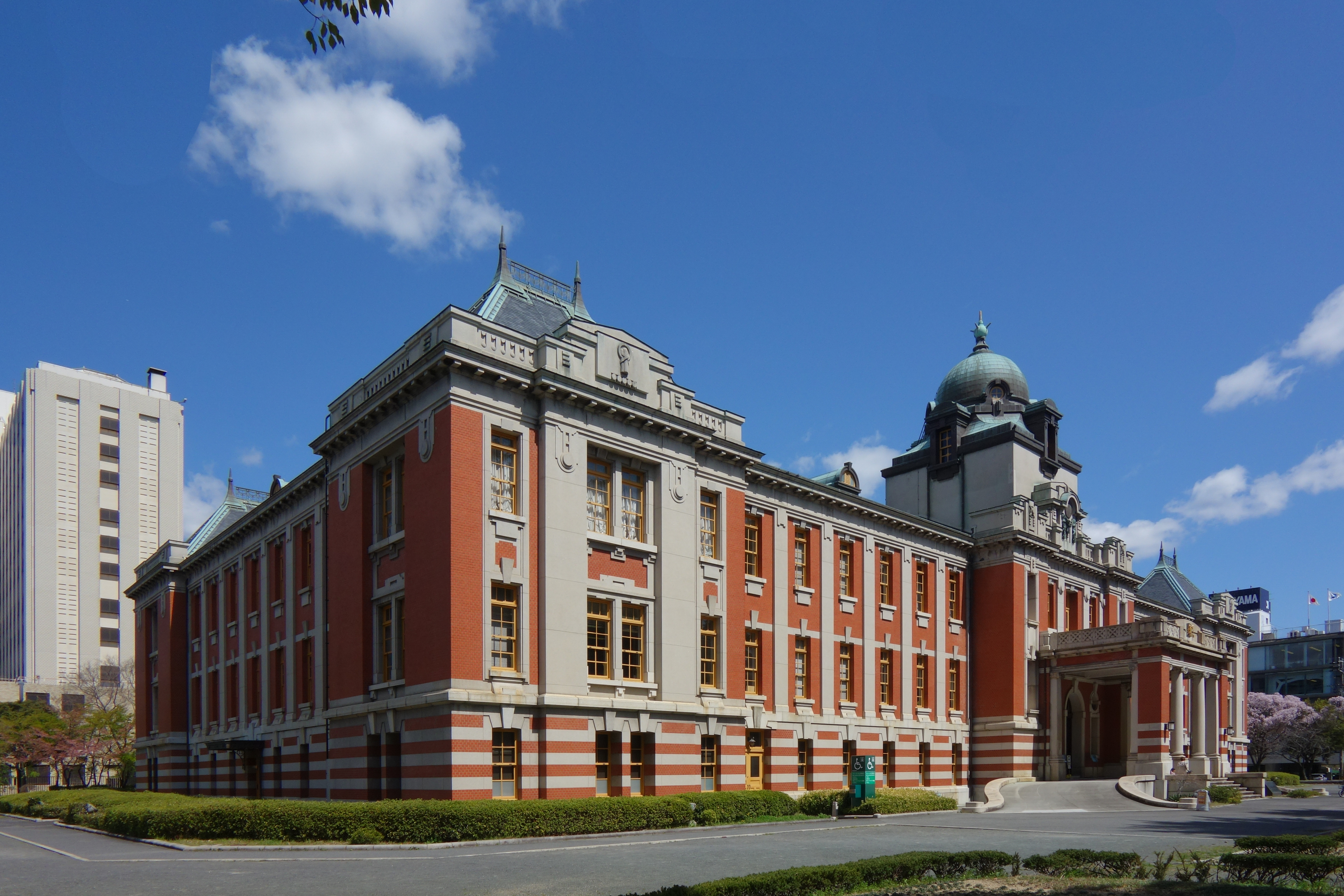
El edificio de la antigua Corte de Apelación, en la actualidad archivo municipal.

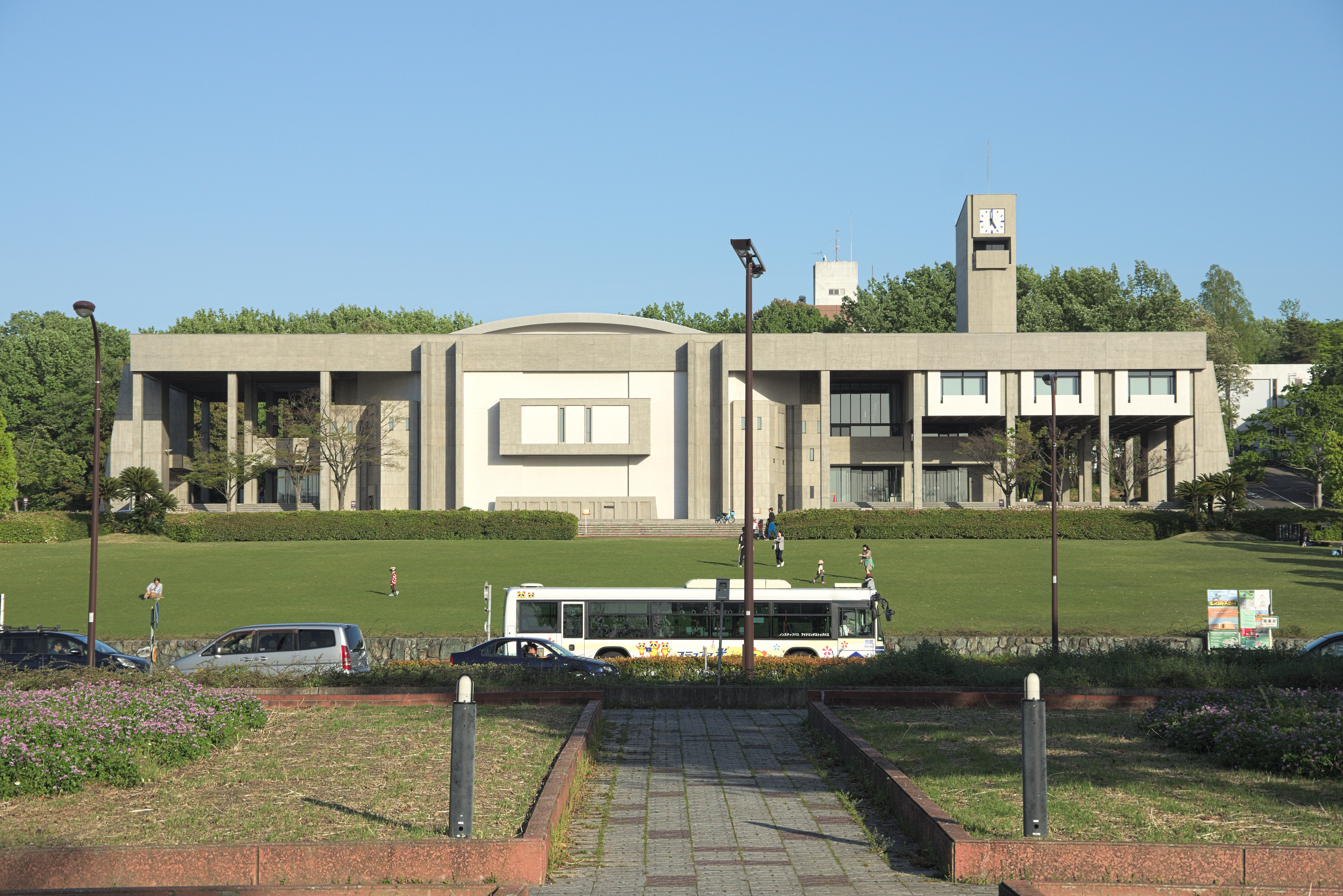
El campus de la Universidad de Nagoya en Higashiyama. Esta universidad ha producido seis laureados con el premio Nobel en ciencias.

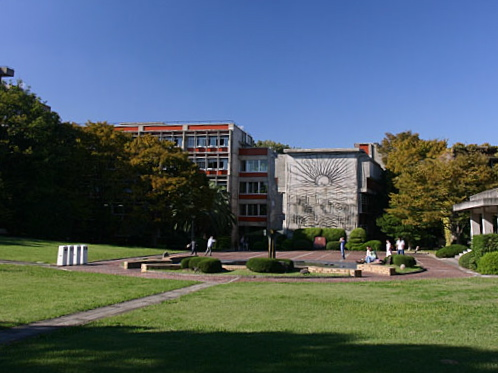
El campus principal de la Nanzan University, diseñado por el renombrado arquitecto Antonin Raymond en la década de 1960.

Nagoya tiene sobre todo escuelas públicas tanto en grado primario como secundario. Dentro de la ciudad hay escuelas internacionales, como la Nagoya International School y Colégio Brasil Japão Prof. Shinoda.

### Universidades
Las universidadees y colegios universitarios se localizan sobre todo en la parte oriental de la ciudad. Se fundaron algunas instituciones de estilo occidental durante la dinastía Meiji, y otras durante la era Taishō y la Shōwa (1926–1989). La Universidad de Nagoya se estableció en 1871 como escuela de medicina y ha producido seis laureados con el Premio Nobel en ciencias. La Nanzan University fue establecida por los Misioneros del Verbo Divino en 1932 como una escuela secundaria y se expandió para incluir el Nanzan Junior College y el Nanzan Institute for Religion and Culture. El campus principal fue diseñado por el renombrado arquitecto Antonin Raymond en la década de 1960. Algunas universidades están especializadas en ingeniería y tecnología, como la Nagoya University Engineering School, el Nagoya Institute of Technology y el Toyota Technological Institute. Estas universidades reciben apoyo y becas de compañías como Toyota.
Otros colegios y univerisidades son: el Aichi Prefectural College of Nursing & Health, el Aichi Shukutoku Junior College, la Aichi Toho University, la Chukyo University, la Daido University, la Doho University, la Kinjo Gakuin University, el Kinjo Gakuin University Junior College, la Meijo University, la Nagoya City University, el Nagoya College of Music, el Nagoya Future Culture College, la Nagoya Gakuin University, el Nagoya Management Junior College, la Nagoya Women's University, el St. Mary's College en Nagoya, la Sugiyama Jogakuen University, el Sugiyama Jogakuen University Junior College, y el Tokai Gakuen Women's College. Varias universidades de fuera de Nagoya han creado campus satélite, como por ejemplo la Tokyo University of Social Welfare.
La Biblioteca Hōsa fue creada en el siglo XVII y alberga 110 000 elementos, entre los que se encuentran libros de literatura clásica como ediciones históricas del Genji Monogatari propiedad de Owari Tokugawa y fueron donadas a la ciudad. El Archivo de la ciudad de Nagoya guarda una gran colección de documentos y libros. La biblioteca central Tsuruma es una biblioeca pública y el Nagoya International Center tiene una colección de libros en legnuas extranjeras.
Universidades nacionales
- Universidad de Nagoya (名古屋大学 Nagoya Daigaku?)
- Nagoya Institute of Technology (名古屋工業大学 Nagoya Kōgyō Daigaku?)

Universidades prefecturales
- Aichi Prefectural College of Nursing & Health (愛知県立看護大学 Aichi kenritsu kango Daigaku?)
- Nagoya City University (名古屋市立大学 Nagoya shiritsu Daigaku?)

Universidades privadas
- Aichi University (愛知大学 Aichi Daigaku?)
- Aichi Gakuin University (愛知学院大学 Aichi gakuin Daigaku?)
- Aichi Shukutoku University (愛知淑徳大学 Aichi Shukutoku Daigaku?)
- Aichi Toho University (愛知東邦大学 Aichi Toho Daigaku?)
- Chukyo University (中京大学 Chūkyō Daigaku?)
- Daido University (大同大学 Daidō Daigaku?)
- Doho University (同朋大学 Dōhō Daigaku?)
- Kinjo Gakuin University (金城学院大学 Kinjō Gakuin Daigaku?)
- Meijo University (名城大学 Meijō Daigaku?)
- Nagoya College of Music (名古屋音楽大学 Nagoya Ongaku Daigaku?)
- Nagoya Gakuin University (名古屋学院大学 Nagoya Gakuin Daigaku?)
- Nagoya Women's University (名古屋女子大学 Nagoya Joshi Daigaku?)
- Nanzan University (南山大学 Nanzan Daigaku?)
- Sugiyama Jogakuen University (椙山女学園大学 Sugiyama Jogakuen Daigaku?)
- Tokyo University of Social Welfare (東京福祉大学 Tokyo Fukushi Daigaku?)
- Tokai Gakuen University (東海学園大学 Tokai Gakuen Daigaku?)
- Toyota Technological Institute (豊田工業大学 Toyota Kōgyō Daigaku?)

## Gastronomía
La gastronomía local de Nagoya “Nagoya-meshi” es conocida por tener un sabor intenso y dulce a la vez.
Algunos platos típicos son:
Tebasaki (手羽先)

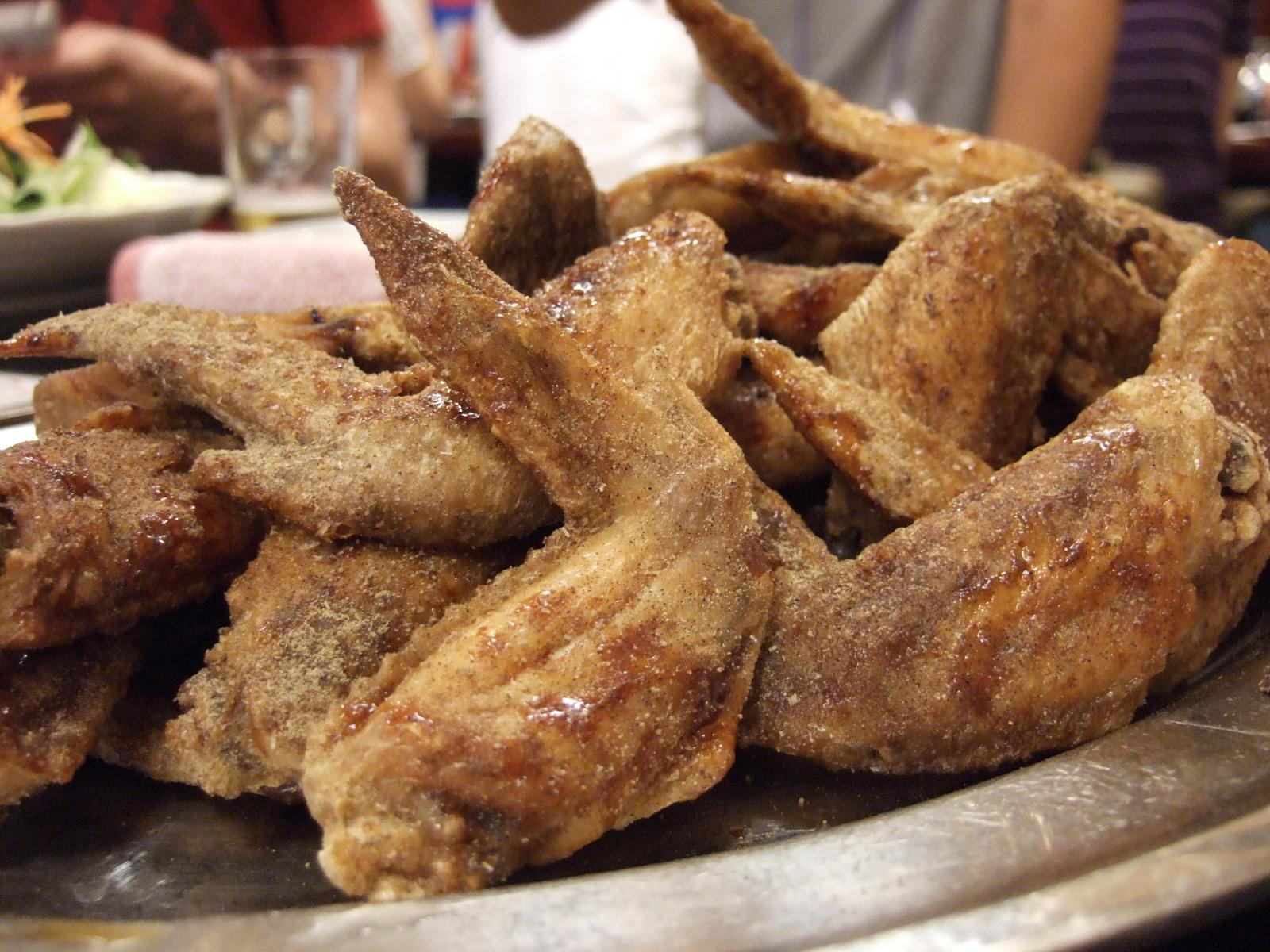
Tebasaki

Se trata de las alitas de pollo más famosas de Japón, también conocidas como “Nagoya no Tebasaki”. Estas alitas al estilo de Nagoya tienen una piel muy crujiente, cubiertas con un glaseado dulce y salado con ajo, jengibre y pimienta negra, siendo un gran acompañamiento para una cerveza fría.
Es probablemente uno de los platos más típicos y con los que más se relaciona a la ciudad.
Aparte de ser consumida en izakayas (tabernas japonesas) también tenemos a la cadena de restaurantes Yamachan (fundada en 1981) que está especializada en servir variados platos de tebasaki.
Miso katsu (味噌 かつ)

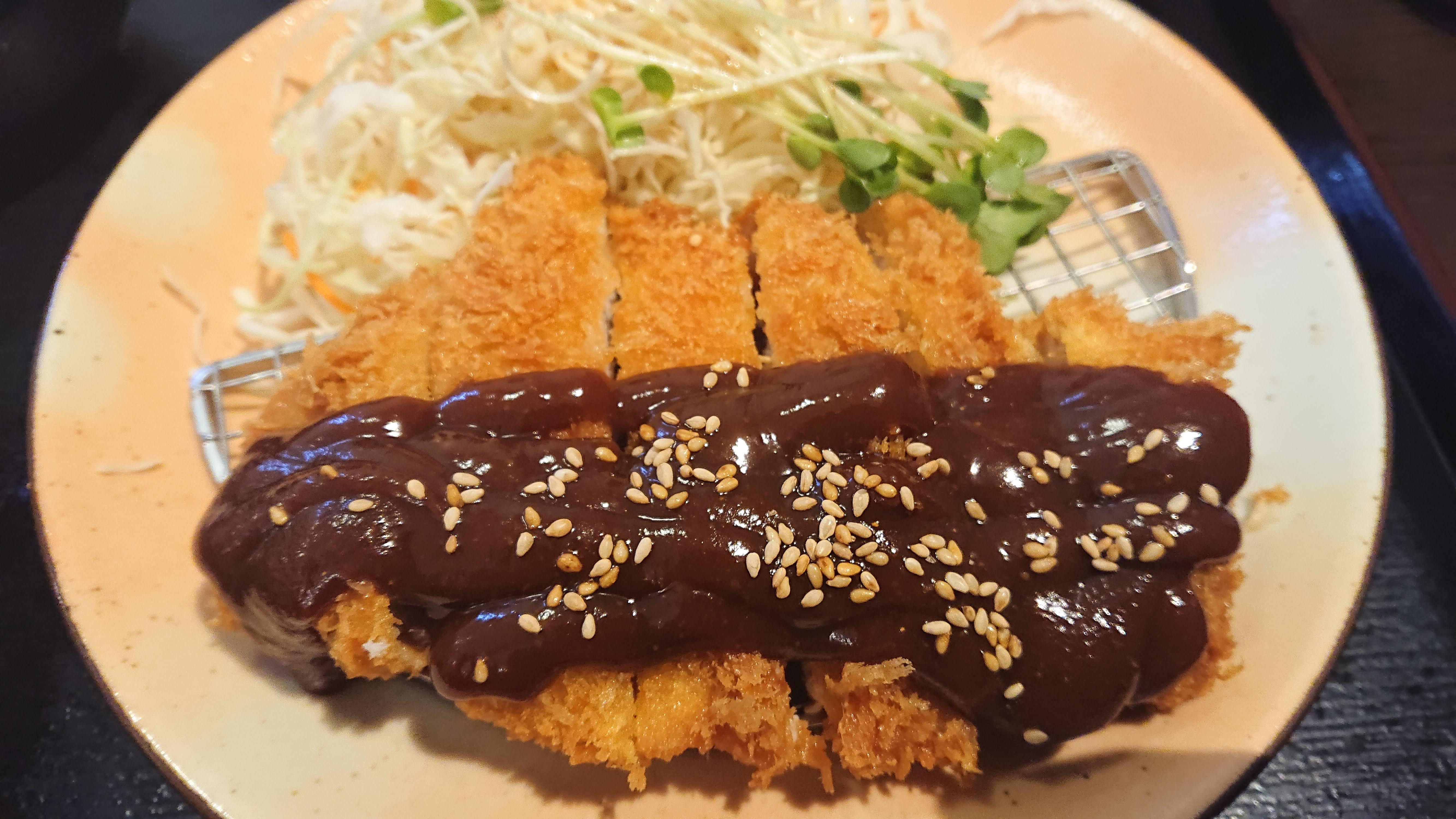
Miso katsu

Otra deliciosa especialidad de Nagoya es el miso katsu, una chuleta de cerdo empanada y frita con una sabrosa salsa a base de miso, acompañado de repollo rallado y arroz.
El resultado es un sabor intenso y un toque de dulzura que se complementa muy bien con el sabor crujiente de la chuleta de cerdo. El Miso katsu se sirve ampliamente en restaurantes y también en konbinis en bandejas (bento). Probablemente la imagen más popular del miso katsu viene de la famosa cadena de restaurantes de Nagoya, Yabaton (fundada en 1947) donde aparece un cerdo vestido de luchador de sumo.
Hitsumabushi (ひつまぶし)

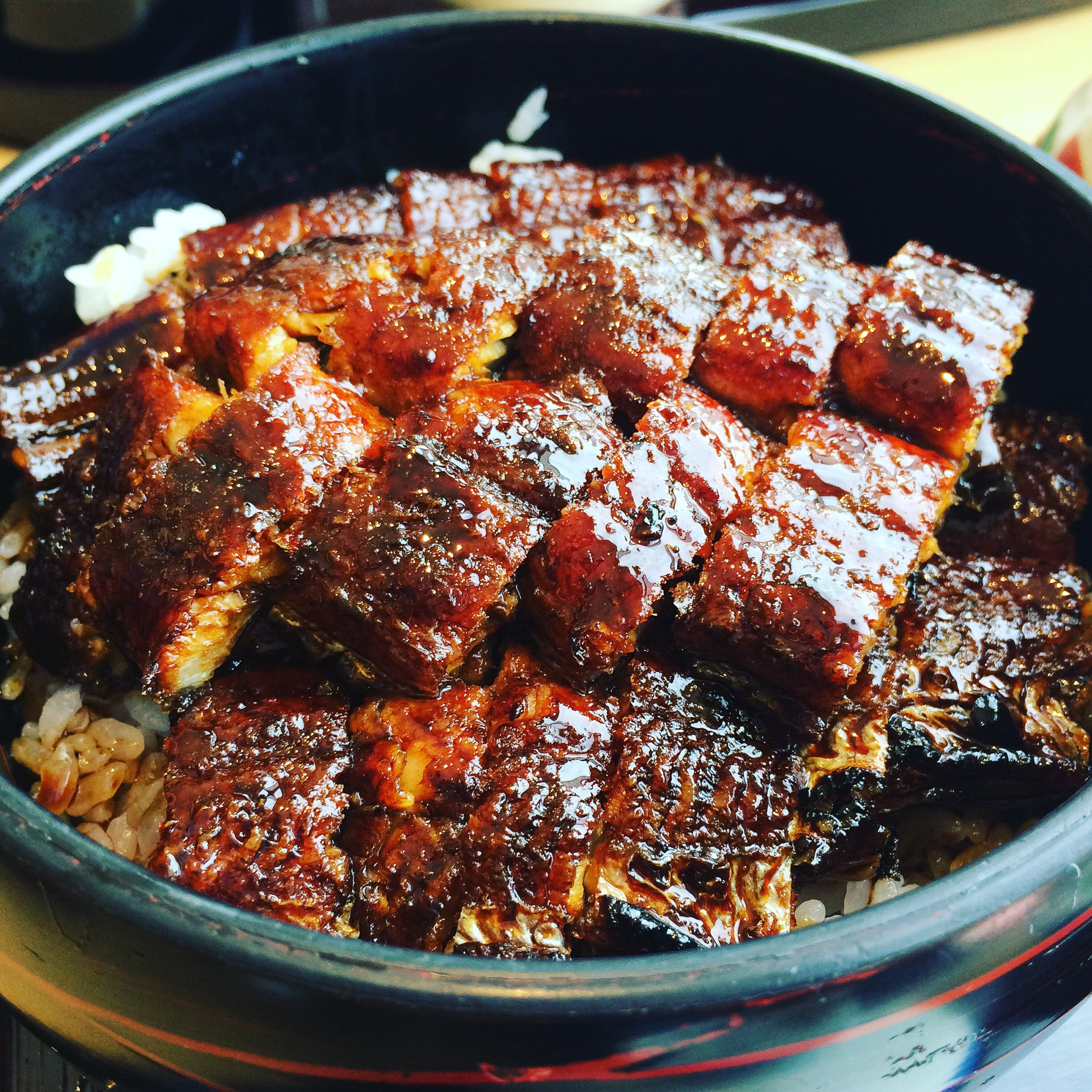
Hitsumabushi

Nagoya es el mayor productor de anguila de agua dulce (unagi) del país, que normalmente se asan a la parrilla, se bañan en una rica salsa oscura y se sirven sobre arroz. La versión de Nagoya, conocida como hitsumabushi, se sirve en un bol de madera tradicional acompañado por un tazón de arroz, un plato de condimentos y una olla de caldo. Uno come hitsumabushi dividiendo la porción de anguila en cuatro porciones. Para la primera porción, se saca la anguila en el tazón de arroz y se come directamente para saborear el sabor de la anguila. En la segunda porción, se come con condimentos agregados. Mientras que en la tercera porción, se sazona al gusto como antes, pero esta vez, agregando caldo para crear un tipo de chazuke. Se trata de un plato gourmet relativamente caro.
Kishimen (きしめん)

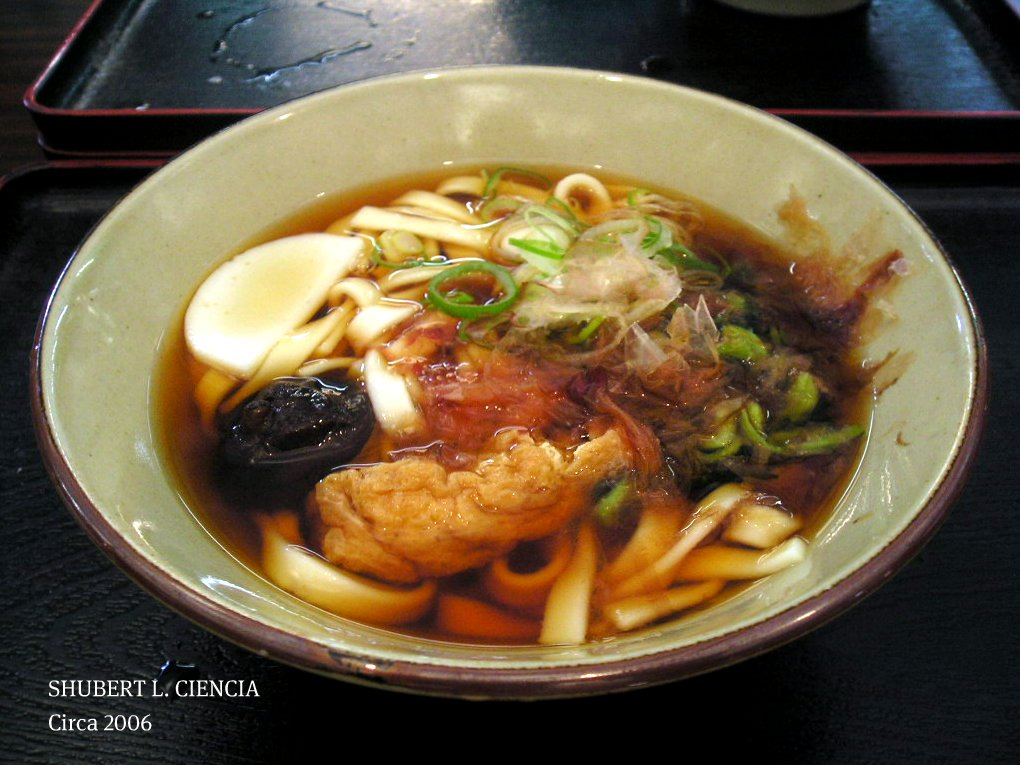
Kishimen

Los kishimen son fideos de trigo anchos y planos similares al udon. Este plato económico se sirve de forma similar al udon y la soba y se puede pedir caliente en una sopa a base de pescado o frío acompañado de una salsa.
Ogura toast (小倉トースト)

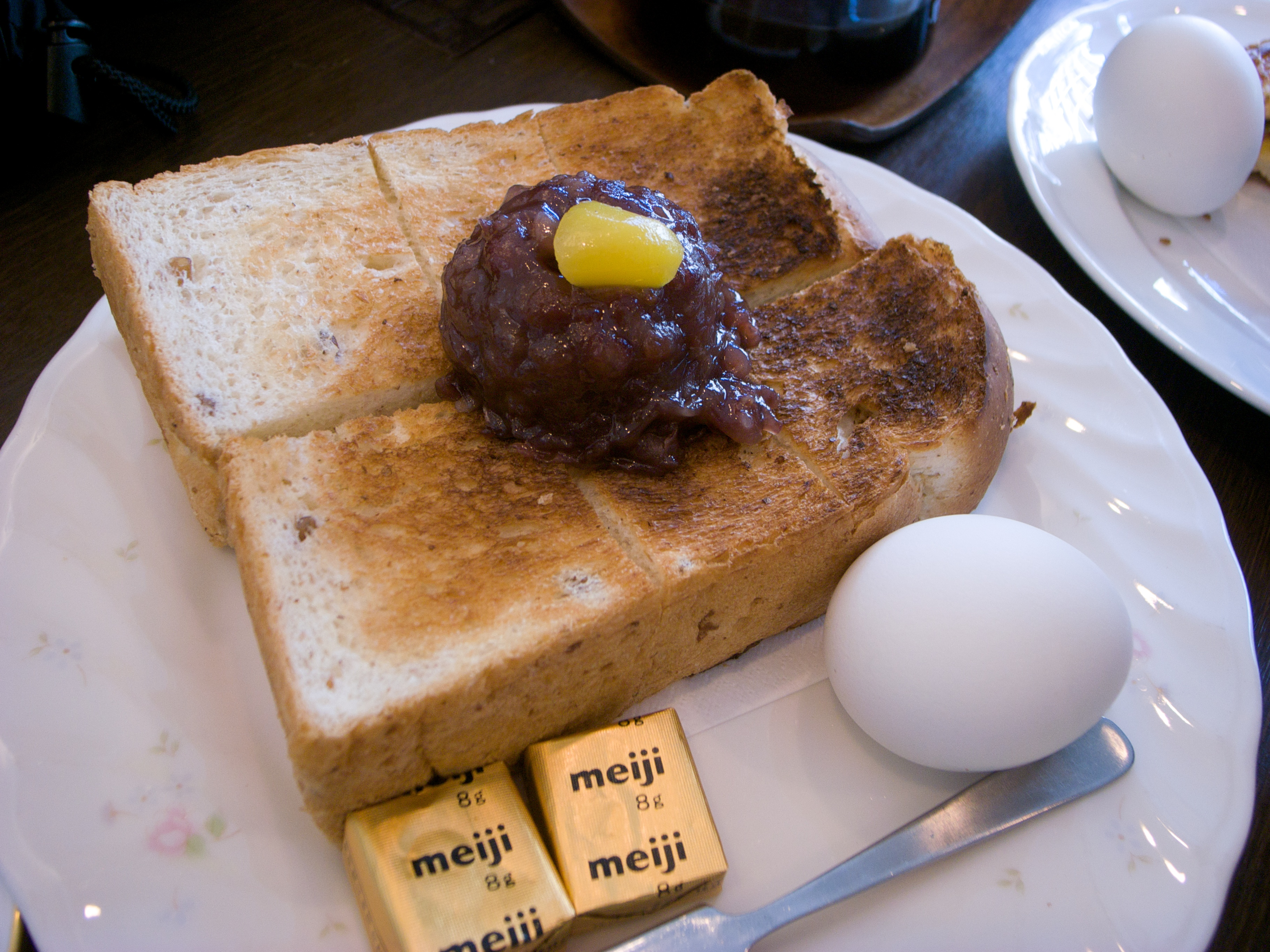
Ogura toast

Este plato consiste en un pan de leche japonés suave y tostado llamado Shokupan (食 パ ン) que se cubre con mermelada dulce de azuki, mantequilla y crema batida como acompañamiento.
A menudo se puede encontrar como una opción de desayuno en cafeterías de Nagoya y es muy apreciado por los japoneses.

## Deporte
| Club                    | Deporte    | Liga                         | Sede                                   | Fundación | Logo | Mascota                                                   |
| ----------------------- | ---------- | ---------------------------- | -------------------------------------- | --------- | ---- | --------------------------------------------------------- |
| Chunichi Dragons        | Béisbol    | Nippon Professional Baseball | Nagoya Dome                            | 1936      |      | Shaolon & Paolon, dragones azul y rosa. Doala, koala azul |
| Nagoya Grampus          | Fútbol     | J League Division 1          | Toyota Stadium Mizuho Athletic Stadium | 1991      |      | Grampus-kun, orca.                                        |
| Nagoya Diamond Dolphins | Baloncesto | B. League                    | Dolphins Arena Park Arena Komaki       | 1950      |      | DD, delfín blanco                                         |
| Toyota Verblitz         | Rugby      | Japan Rugby League One       | Toyota Stadium Mizuho Rugby Stadium    | 1941      |      | Riger                                                     |
| Wolfdogs Nagoya         | Voleibol   | V. League 1                  | Entrio, Inazawa                        | 1961      |      | Woldo-gun, perro negro                                    |
| Daido Steel Phoenix     | Balonmano  | J Hanbdall League            | Nagoya                                 | 1964      |      | Fénix                                                     |

## Ciudades hermanas
La ciudad cuenta con ocho hermanamientos:
- Los Ángeles, Estados Unidos de América
- Ciudad de México, México
- Temuco, Chile
- Callao, Perú
- Nankín, República Popular China
- Taichung, Taiwán
- Sídney, Australia
- Turín, Italia
- Reims, Francia
- Taskent, Uzbekistán

## Nagoya en medios audiovisuales
Videojuegos
La ciudad de Nagoya aparece representada en el videojuego Yakuza 5 (龍が如く5 夢、叶えし者 Ryū ga Gotoku 5: Yume, Kanaeshi Mono) un videojuego de acción y aventura desarrollado y publicado por Sega para PlayStation 3 en diciembre de 2012 en Japón, que no llegaría a Occidente hasta 2015 en formato digital, teniendo una versión remasterizada para PlayStation 4 desde 2019.
La ciudad aparece en la Parte 4 de la historia, en la cual encarnamos el papel del personaje Tatsuo Shinada, un exjugador de béisbol profesional.
La ciudad es una representación del barrio de Sakae (llamado Kineicho en el juego) donde aparecen lugares famosos como la noria de Sunshine Sakae, la torre de televisión de Nagoya junto al Hisaya Ōdori Park o la zona de Oasis 21 con la pista de hielo, el mirador ovalado de vidrio y el Aichi Arts Center. También aparecen restaurantes famosos como el Yamachan o Kaburaya, además de referencias a Toyota, Komeda's Coffee o el dulce local Kaeru Manju. Los platos típicos como tebasaki, misokatsu, hitsumabushi o kishimen están bien presentes. Además a través del protagonista y sus vínculos con otros personajes de la ciudad, se pueden observar curiosos detalles y mitos sobre la sociedad de Nagoya.

## Galería de imágenes

### Galería de imágenes

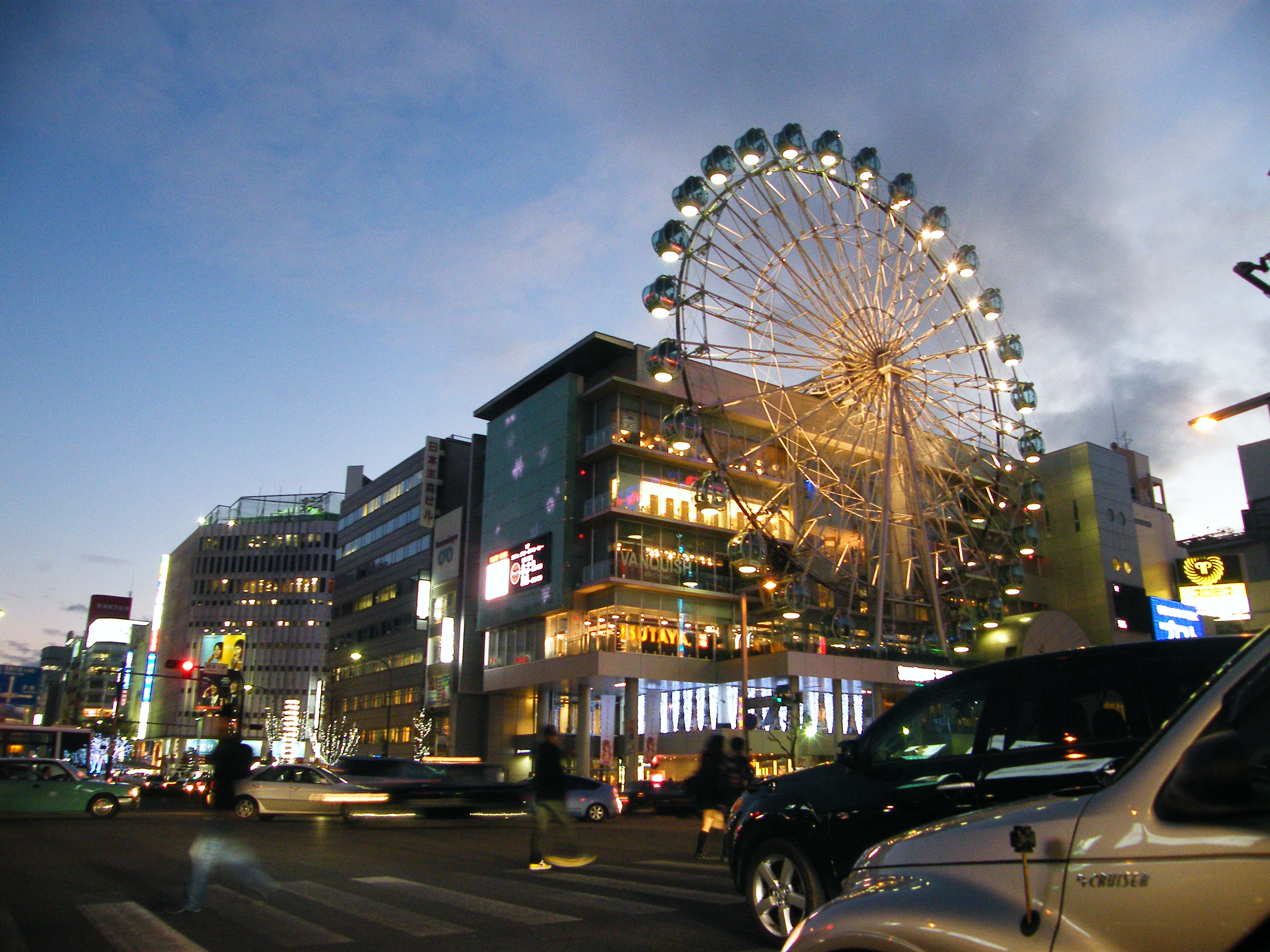
Sakae
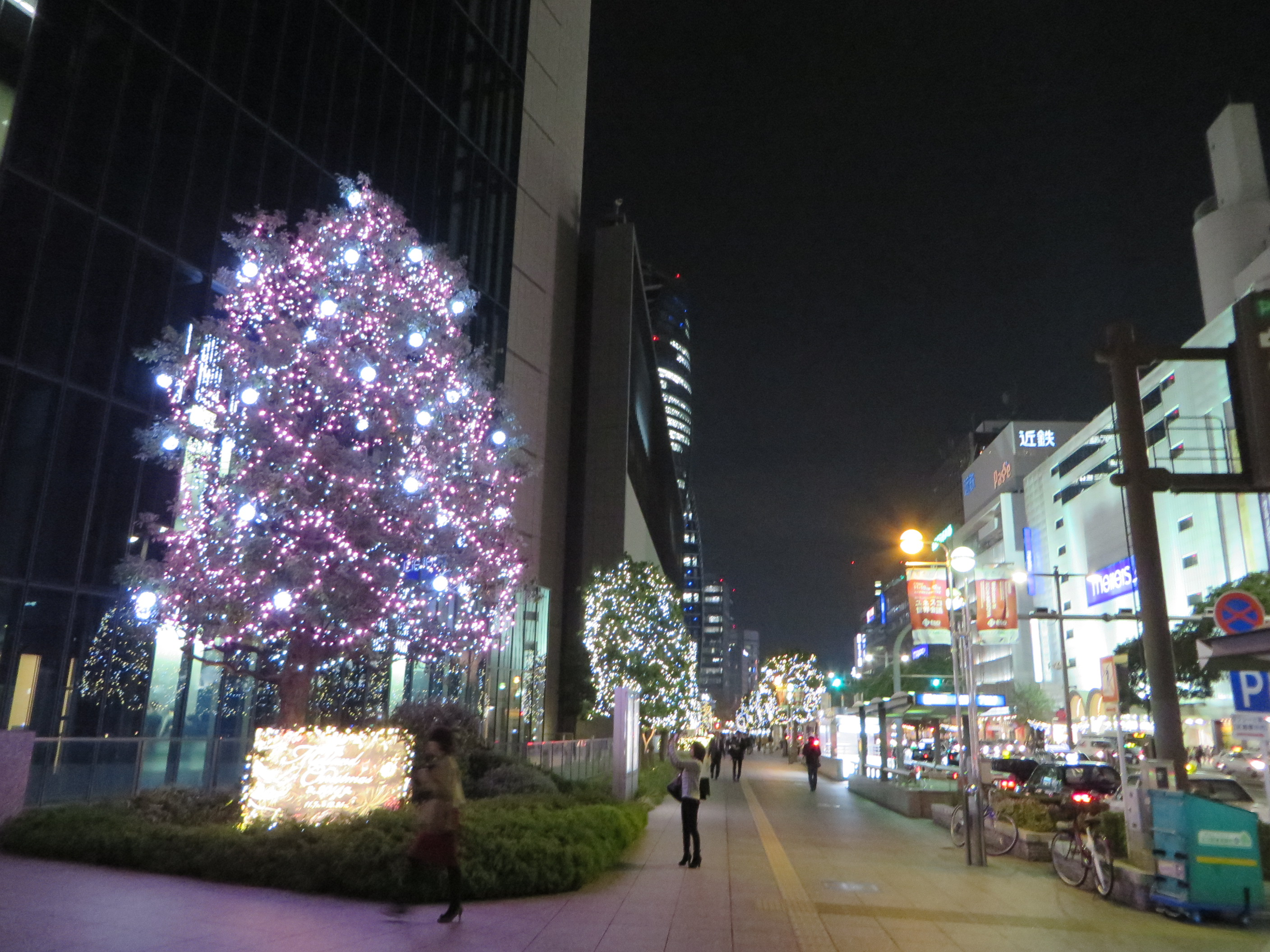
Meieki
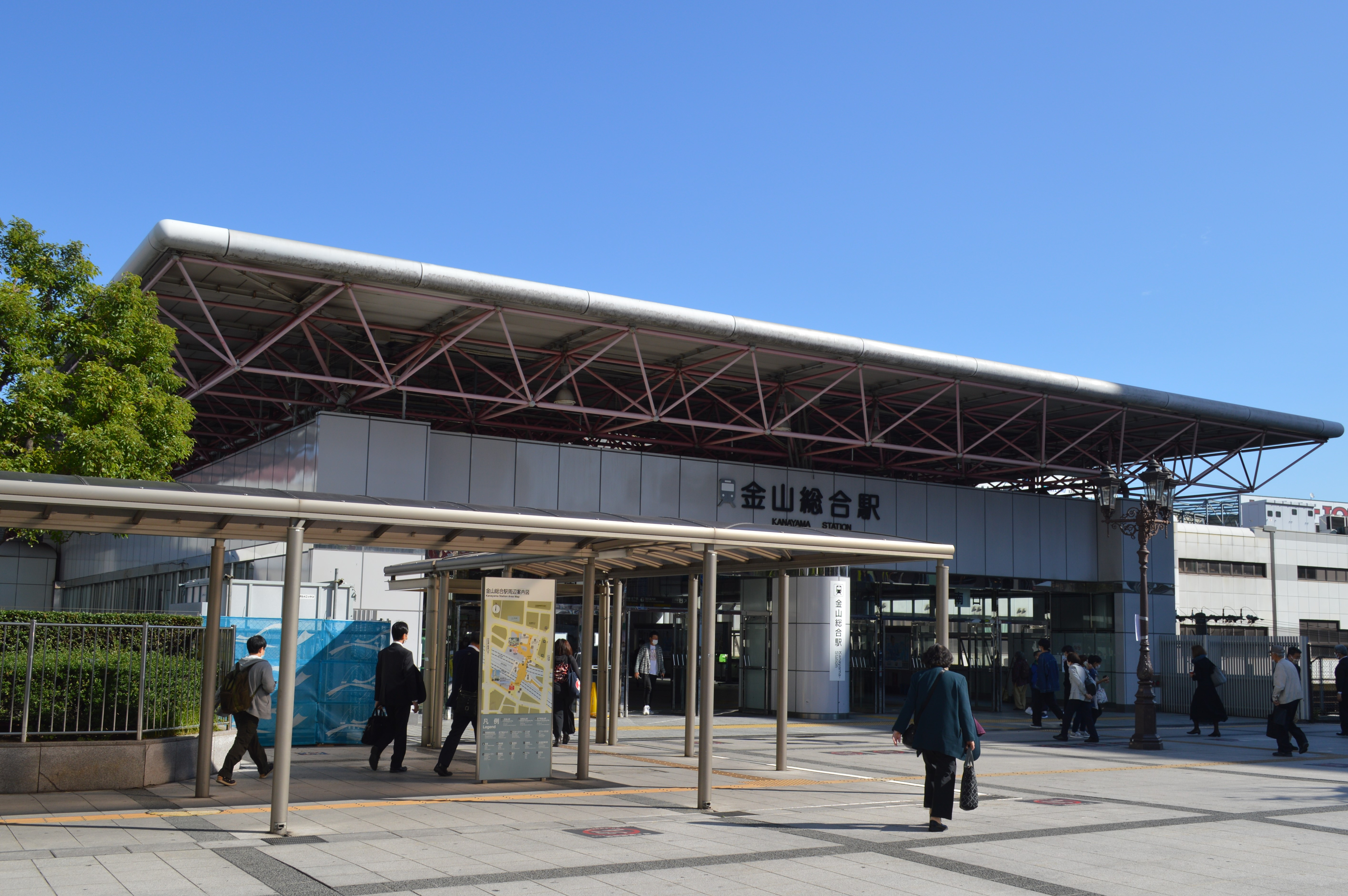
Kanayama
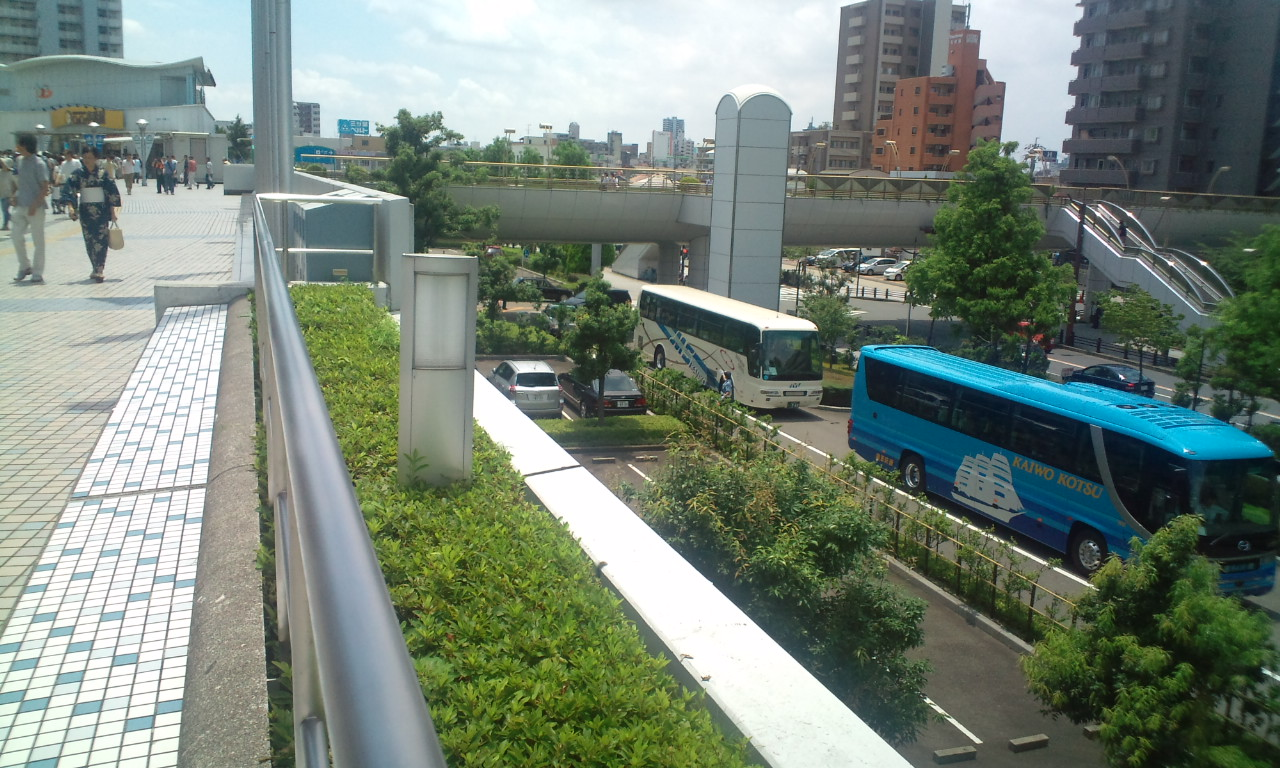
Ozone
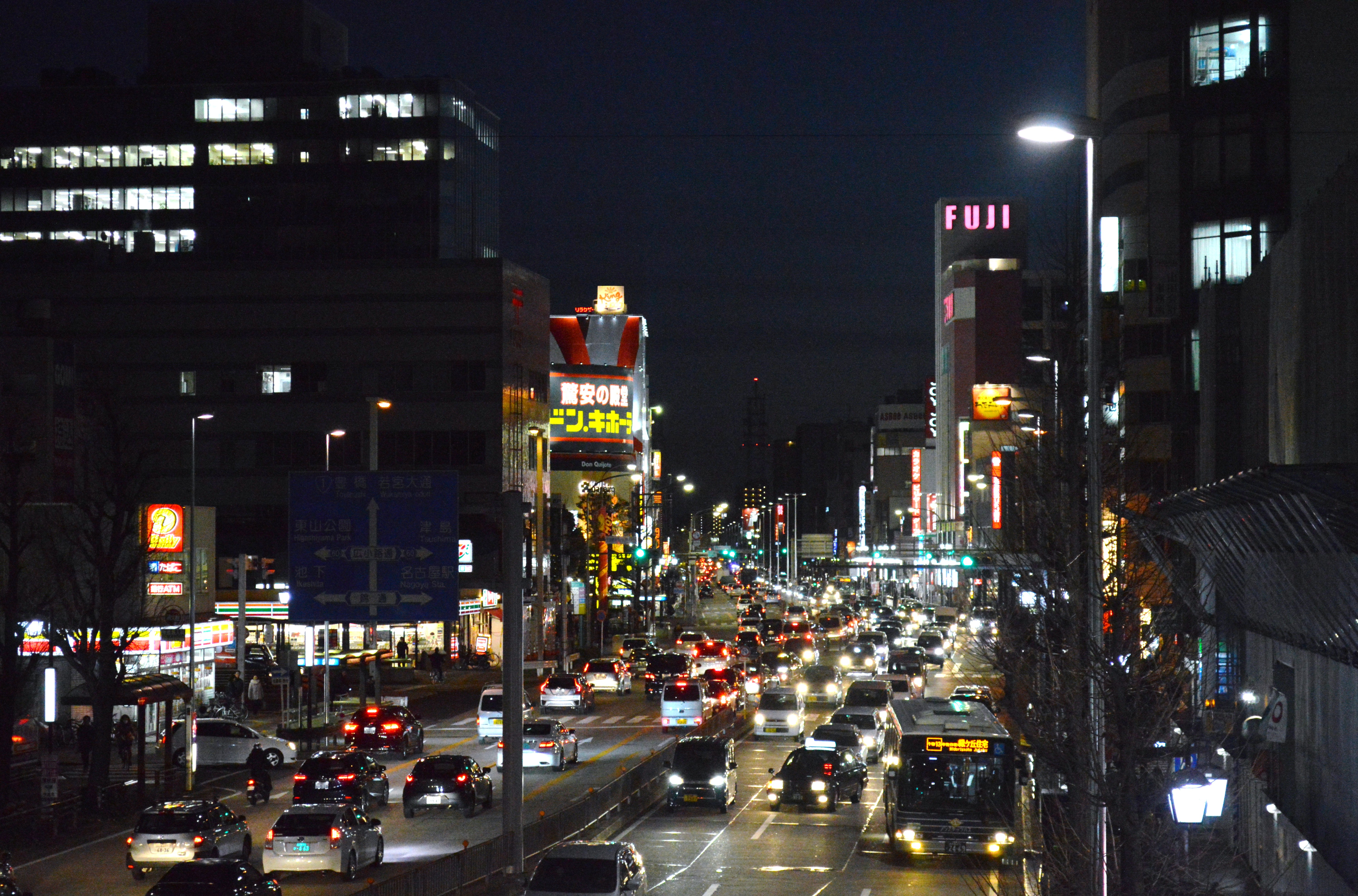
Imaike
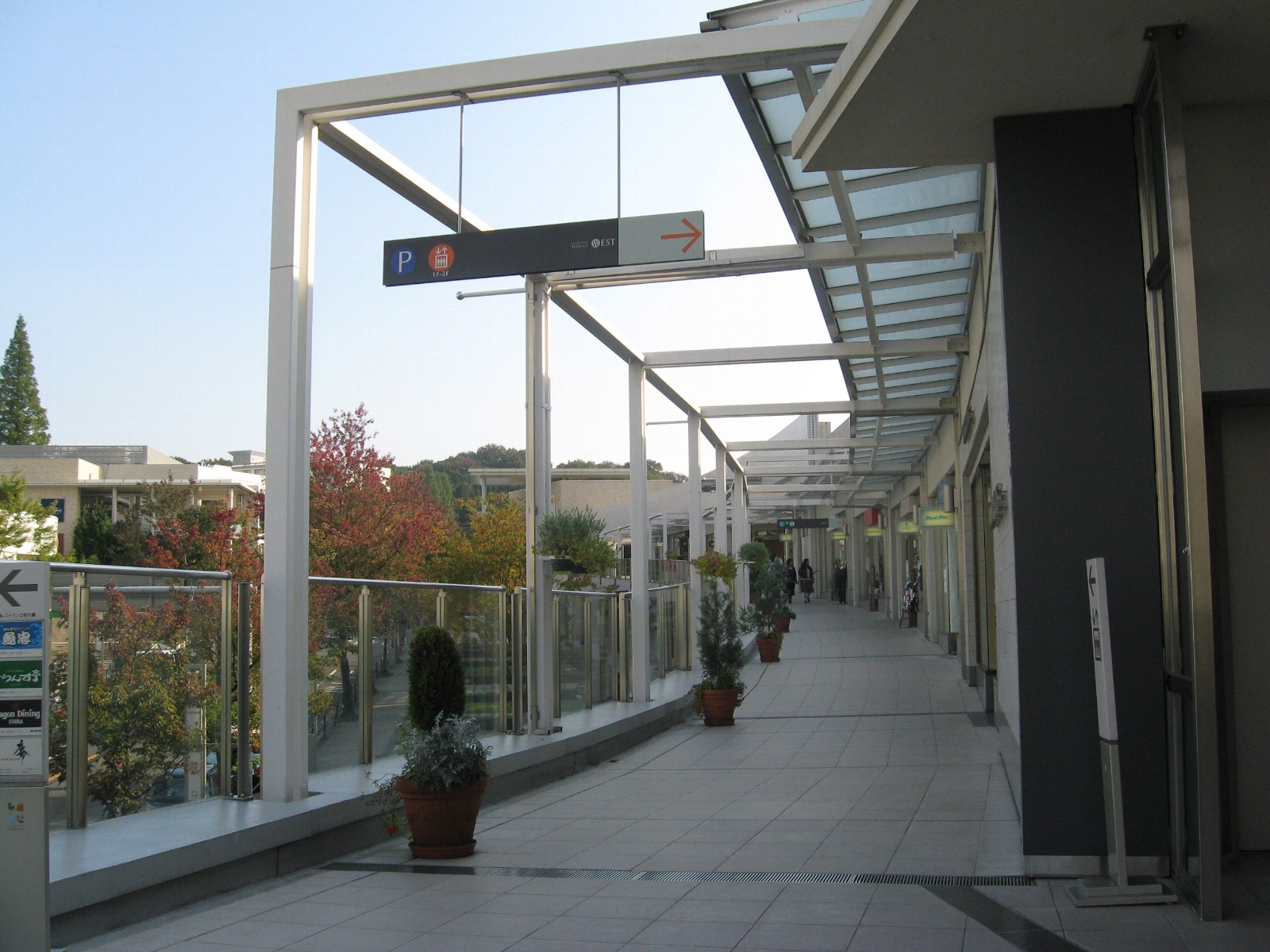
Hoshigaoka
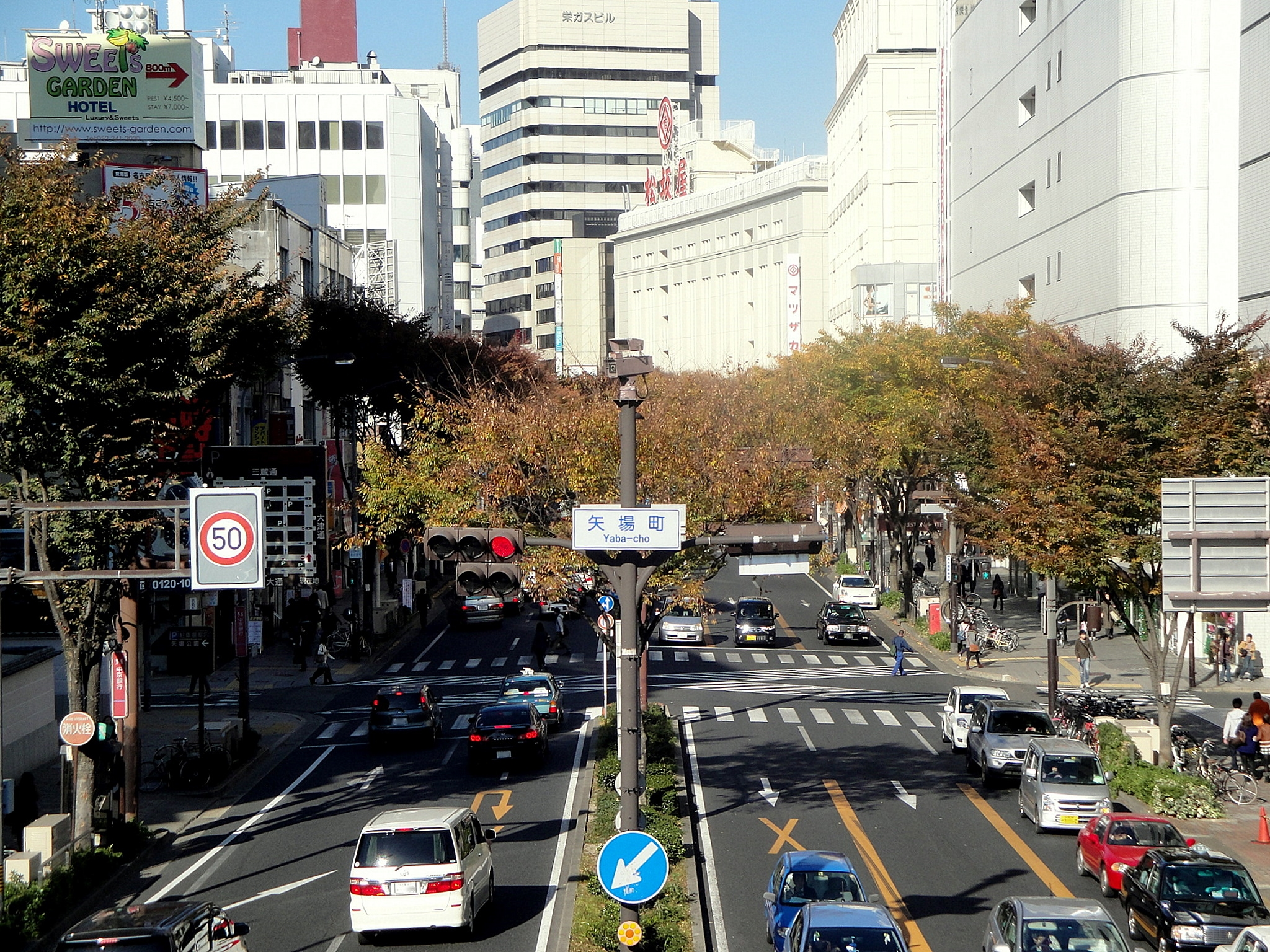
Yabacho
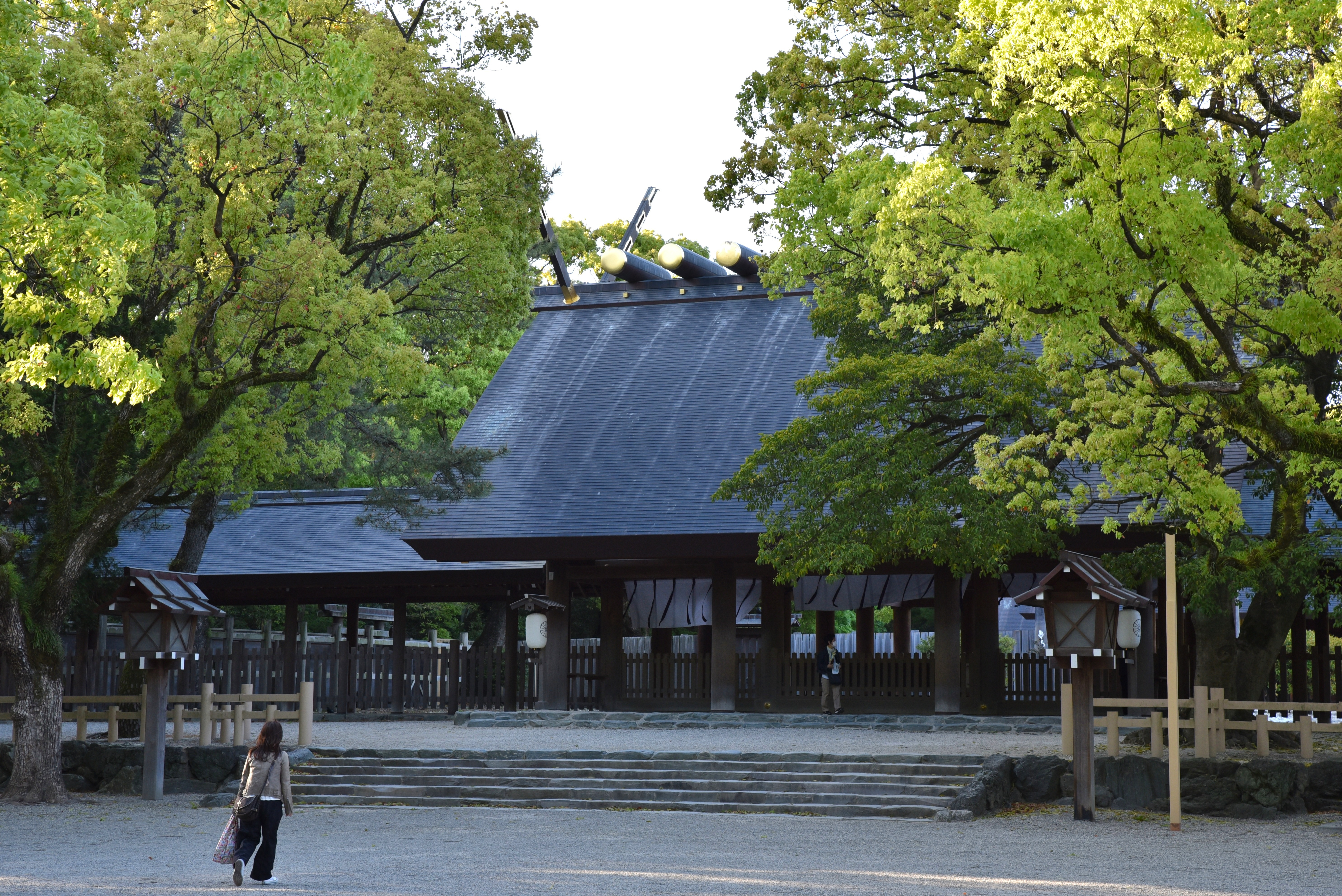
Templo Atsuta
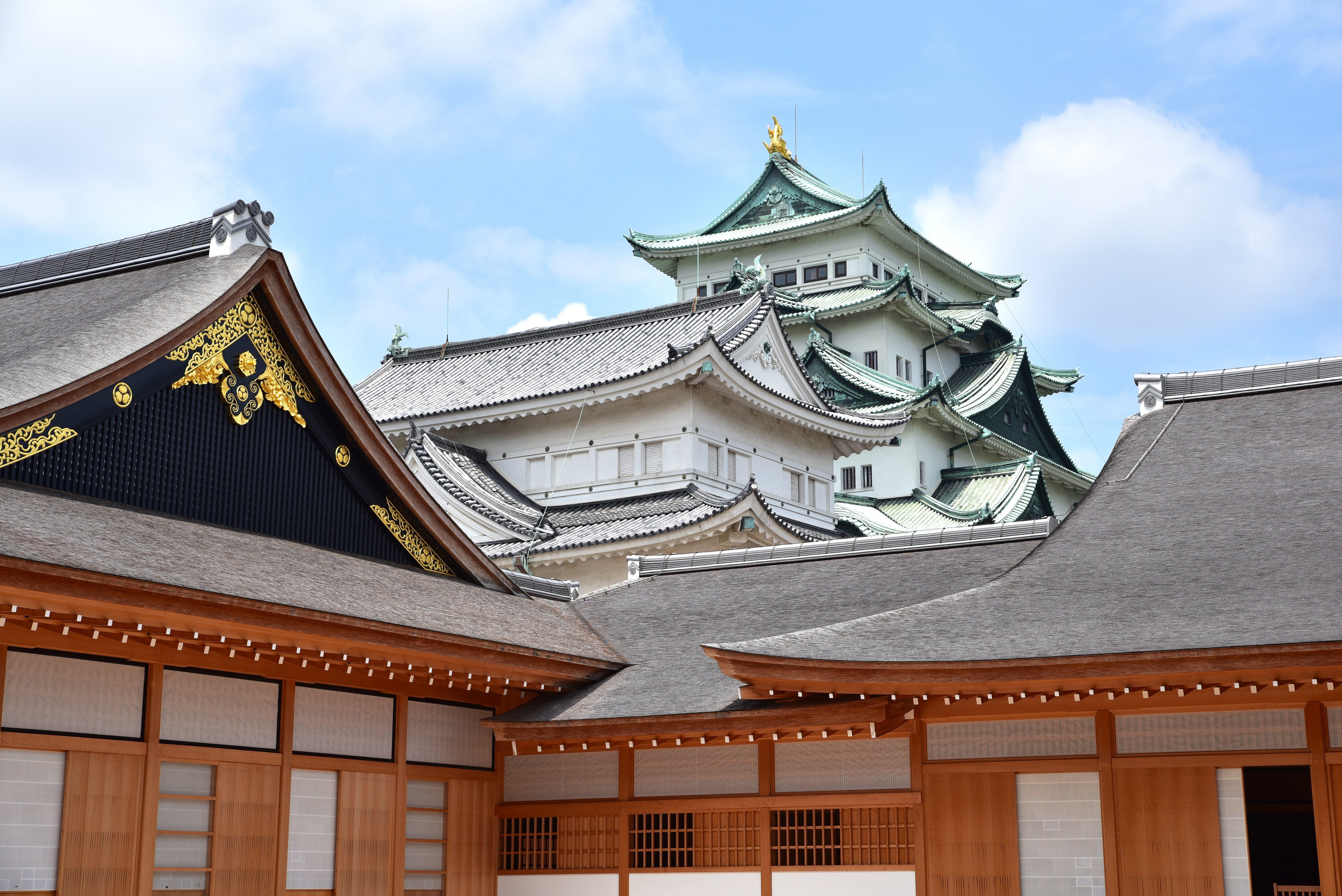
Castillo de Nagoya
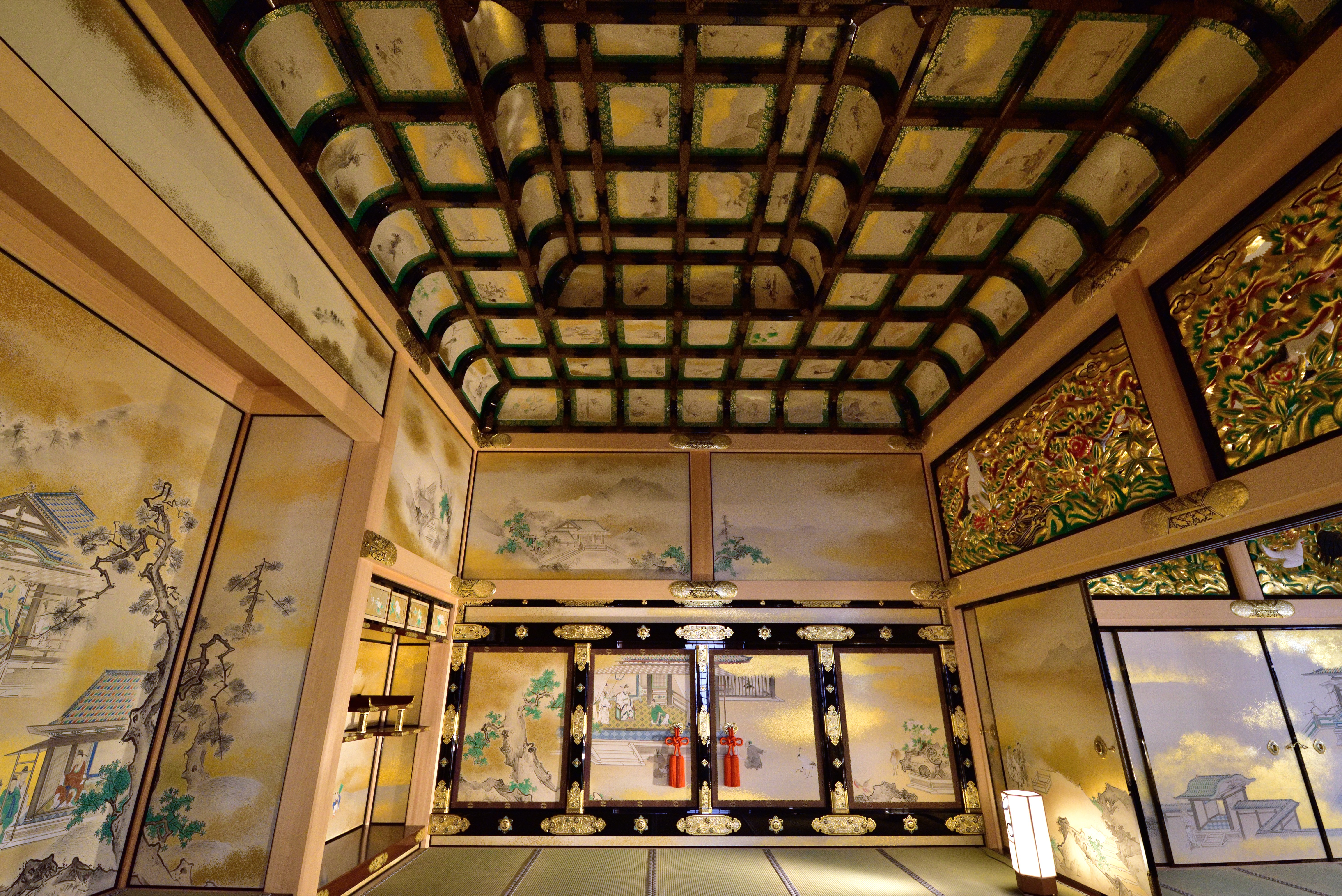
Honmaru Palace (Castillo de Nagoya)
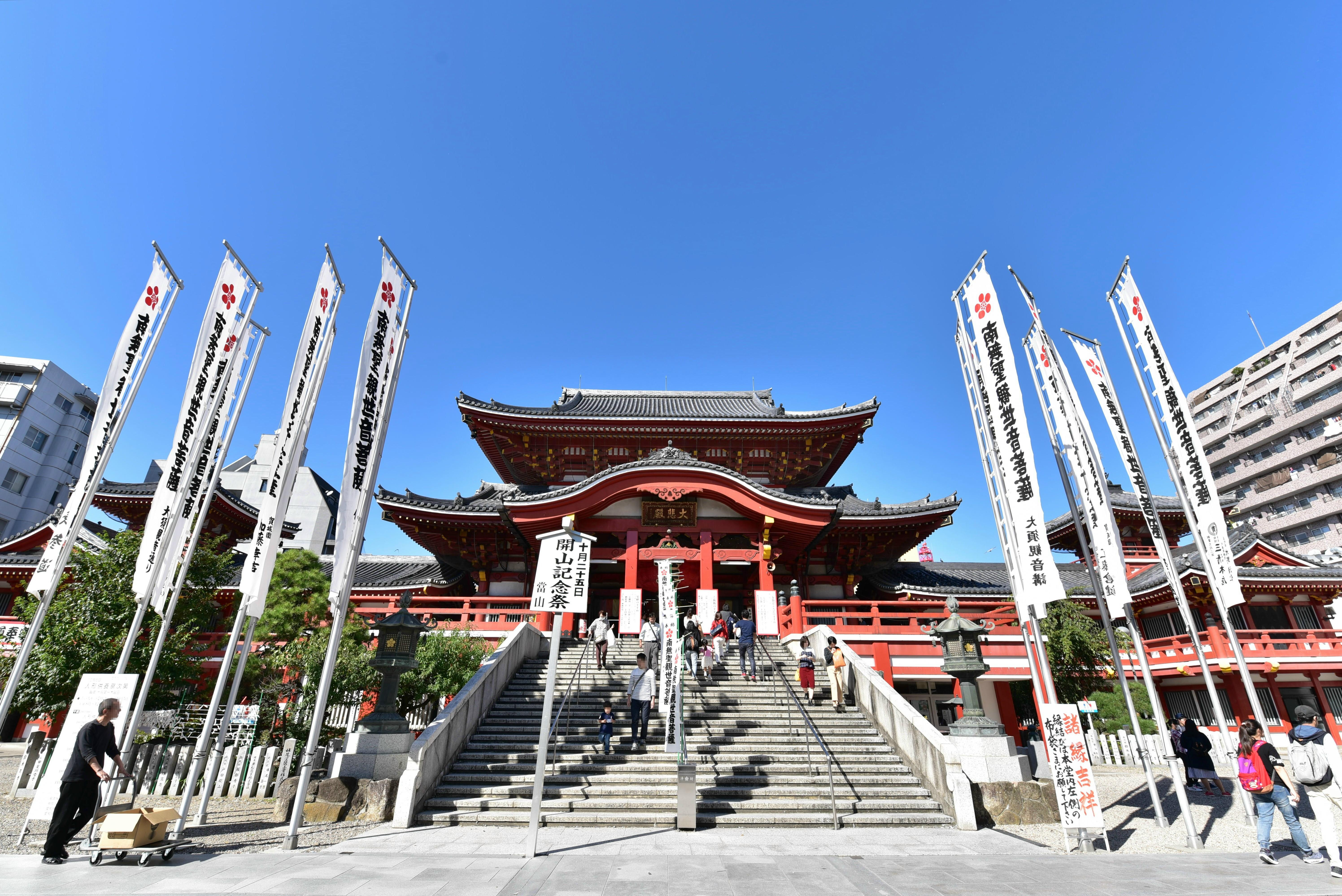
Ōsu Kannon
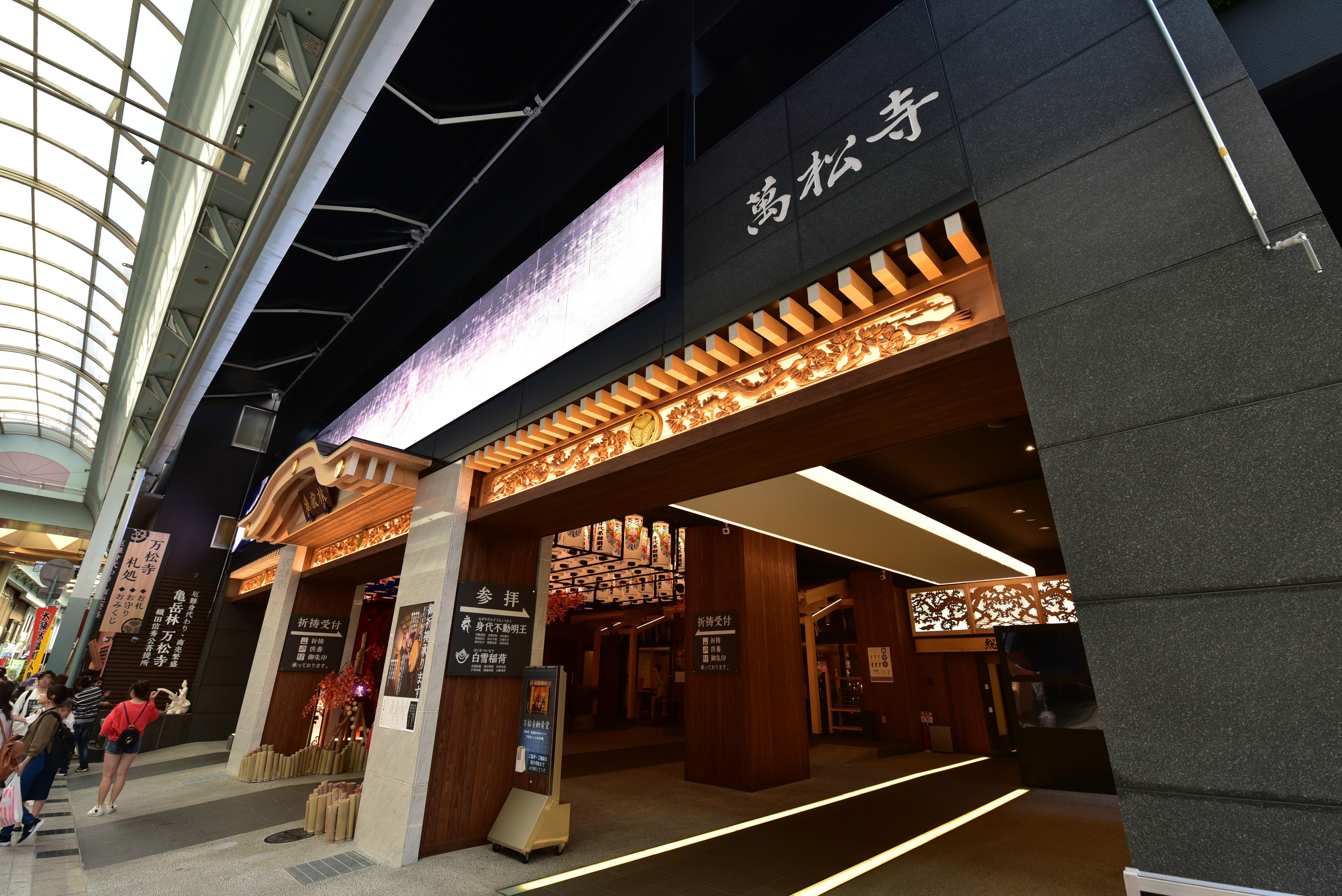
Banshō-ji
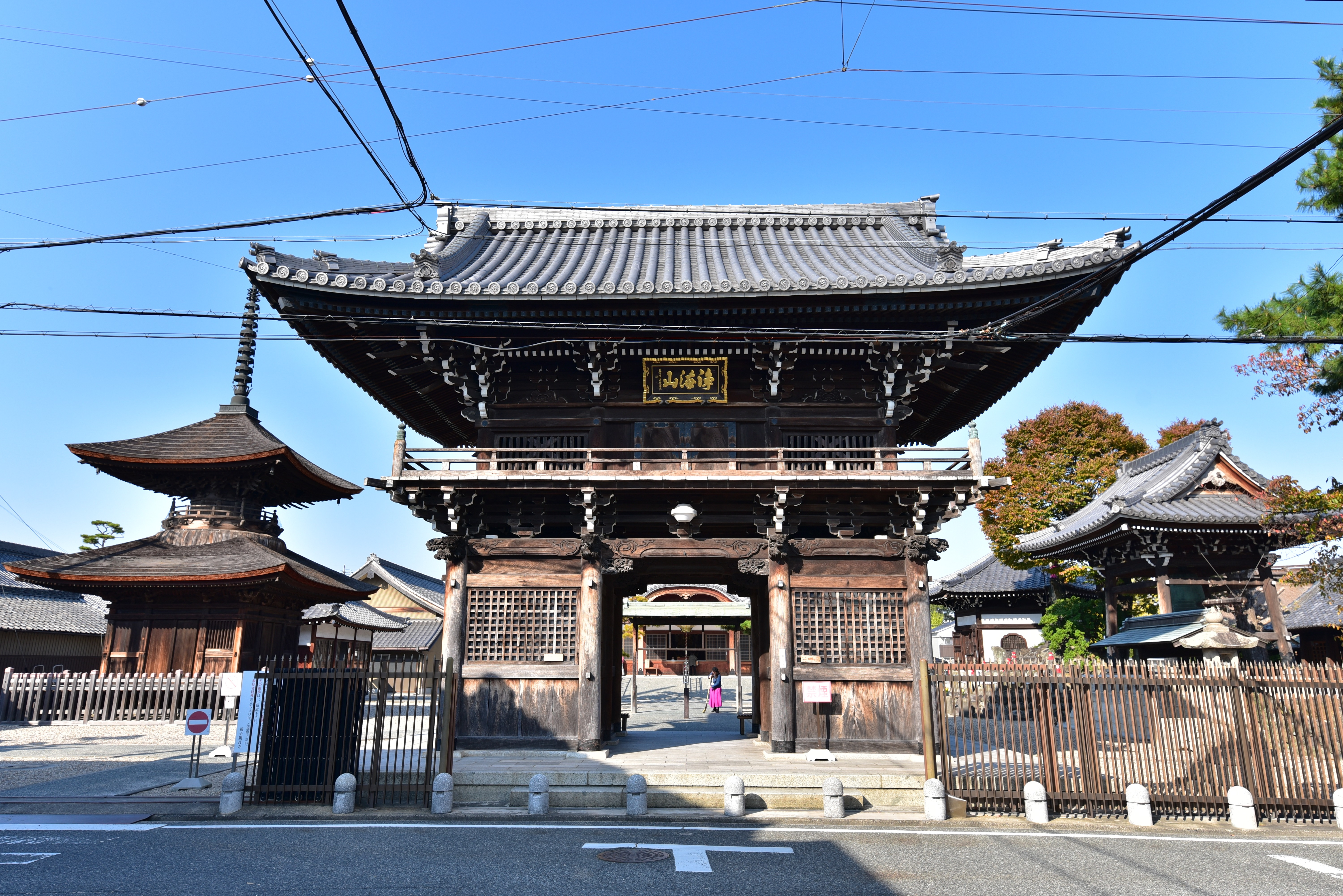
Arako Kannon
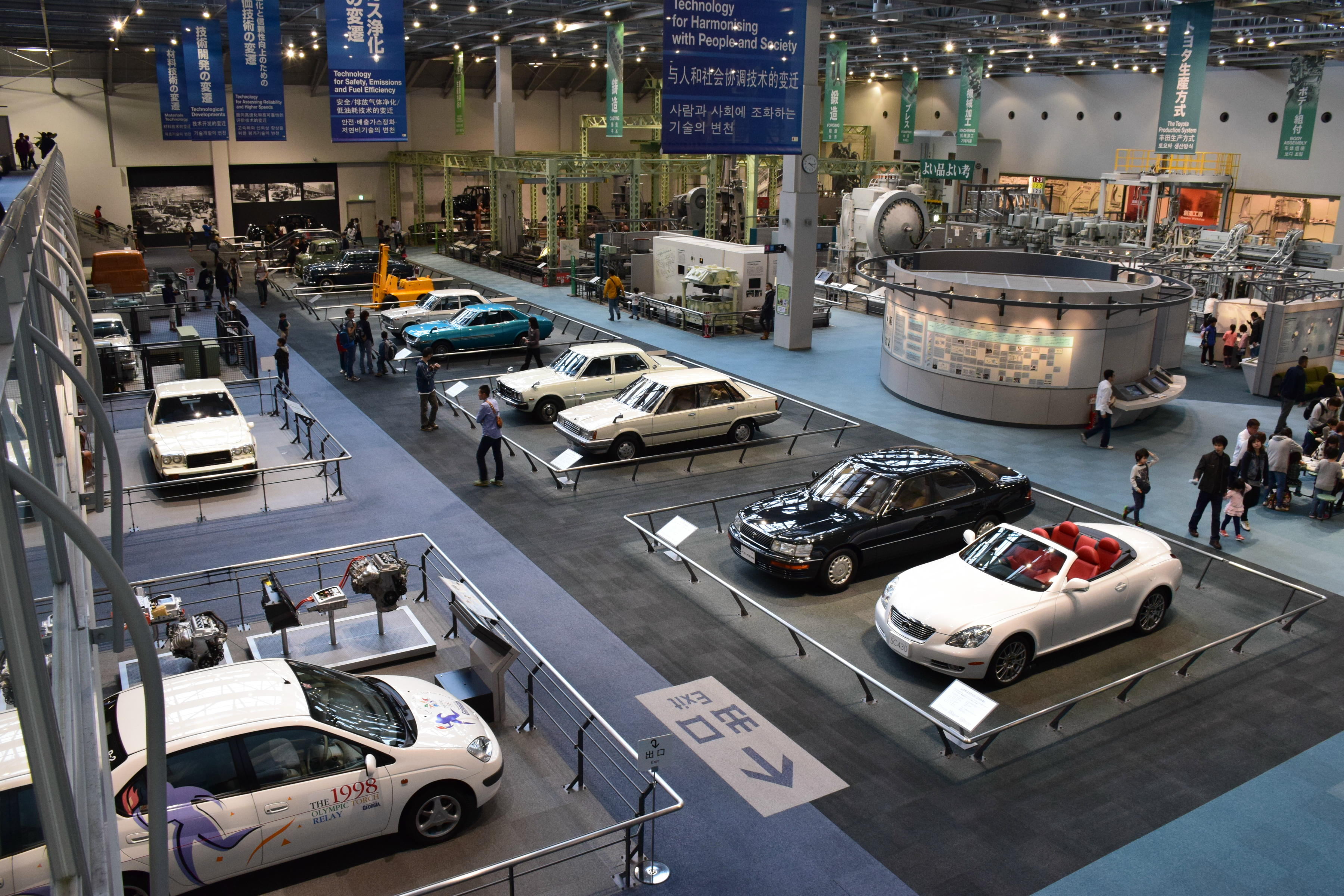
Toyota Commemorative Museum of Industry and Technology
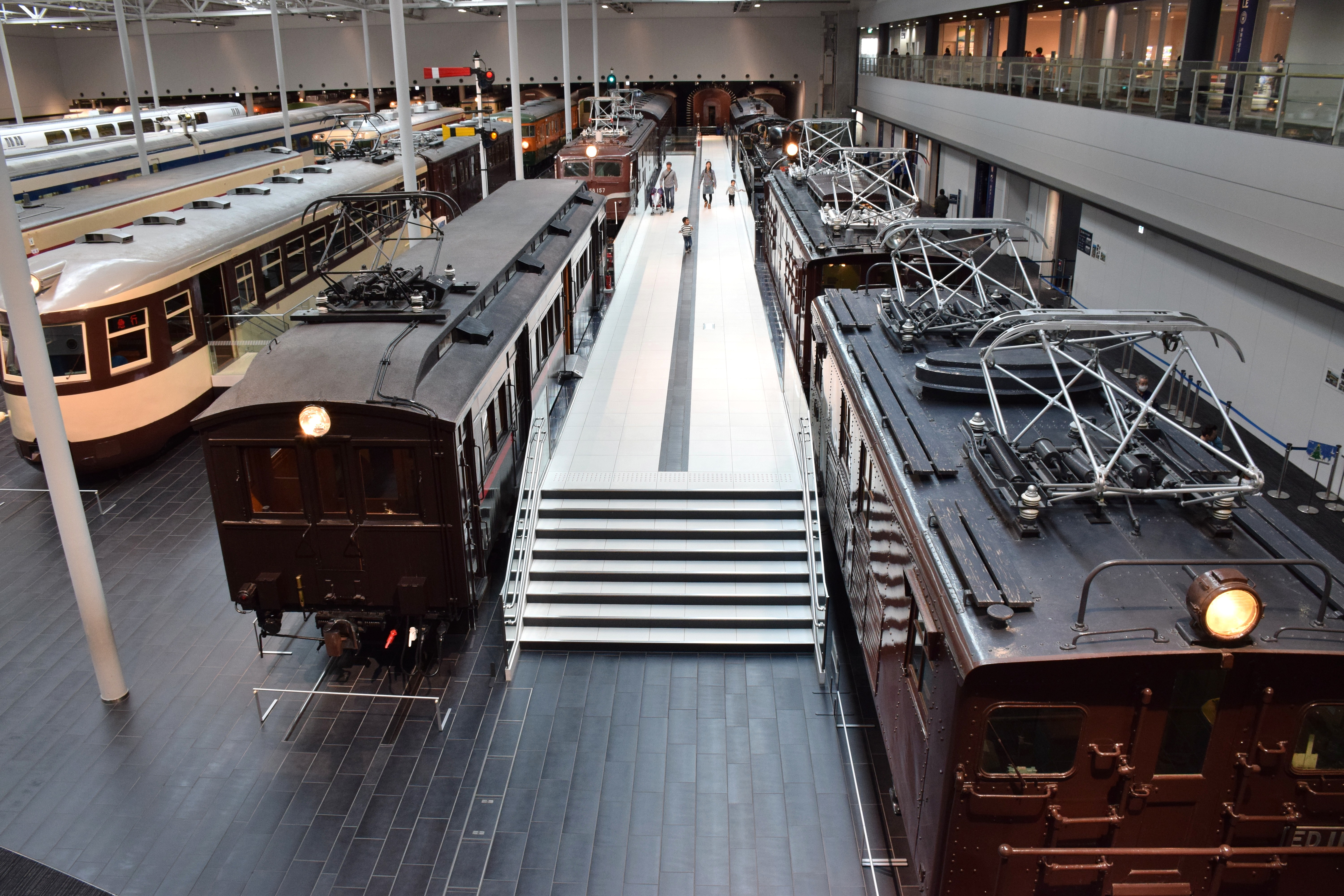
SCMaglev and Railway Park
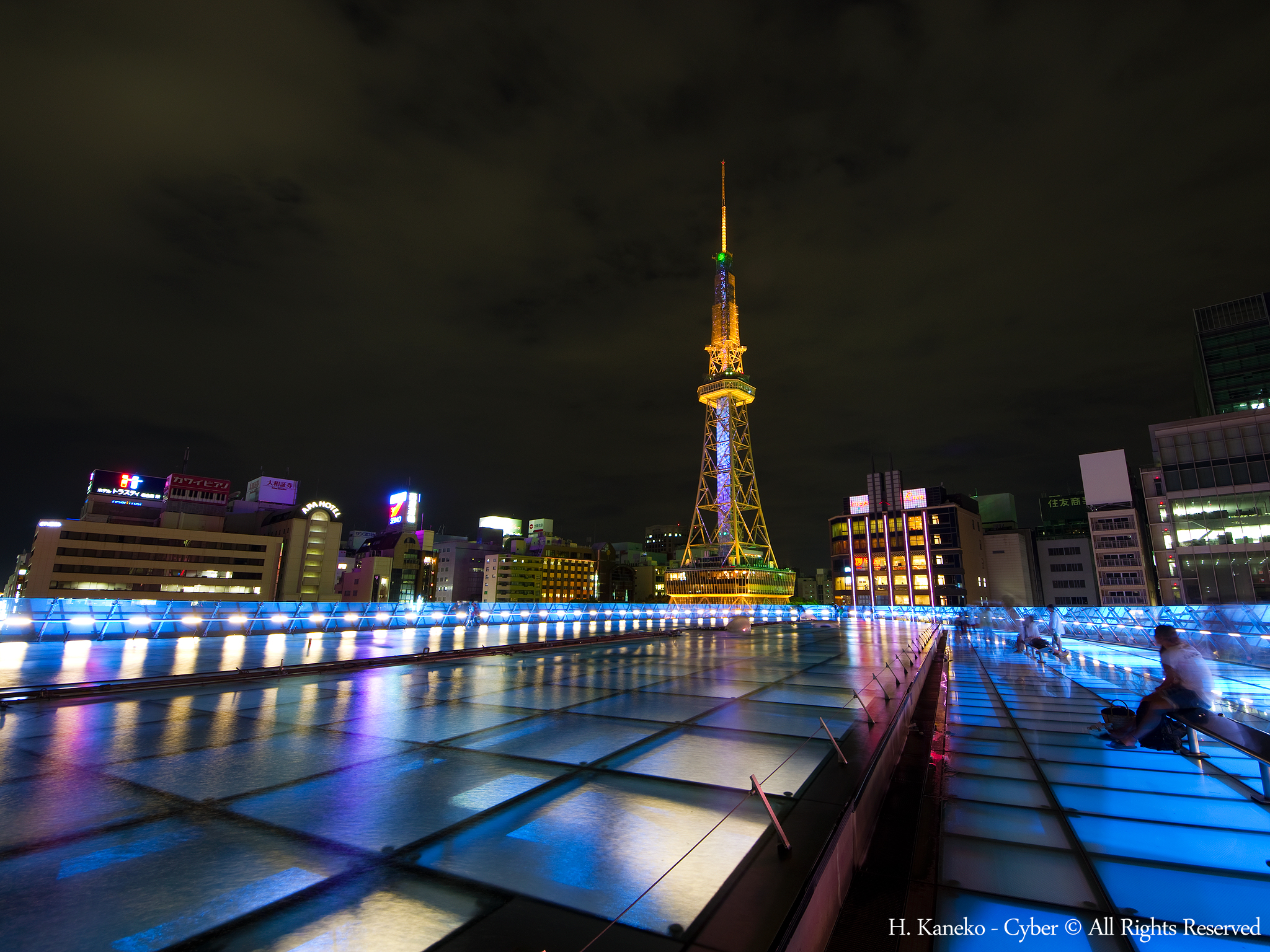
La Torre de televisión de Nagoya y Oasis 21
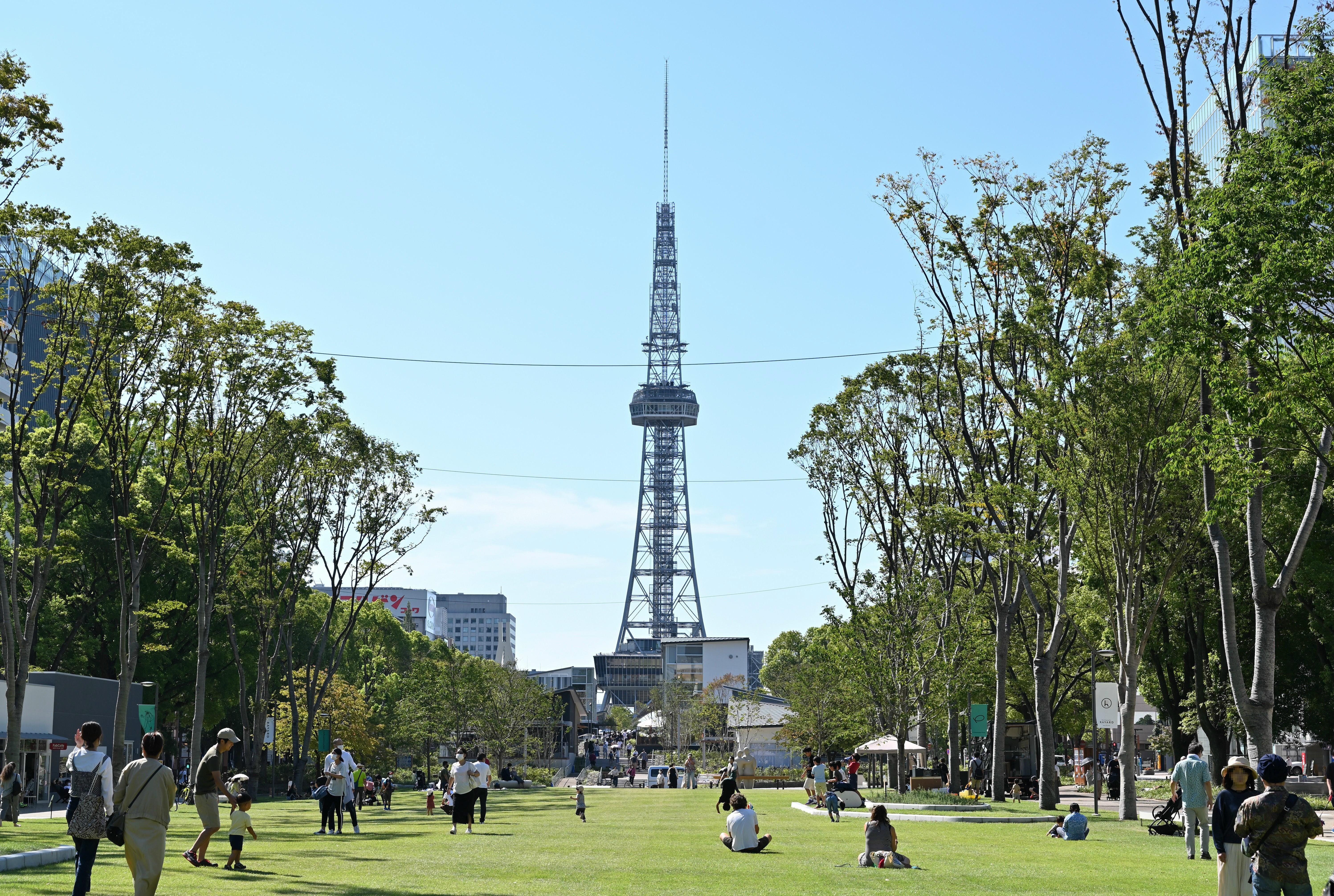
Hisaya Ōdori Park （Nagoya Central Park）
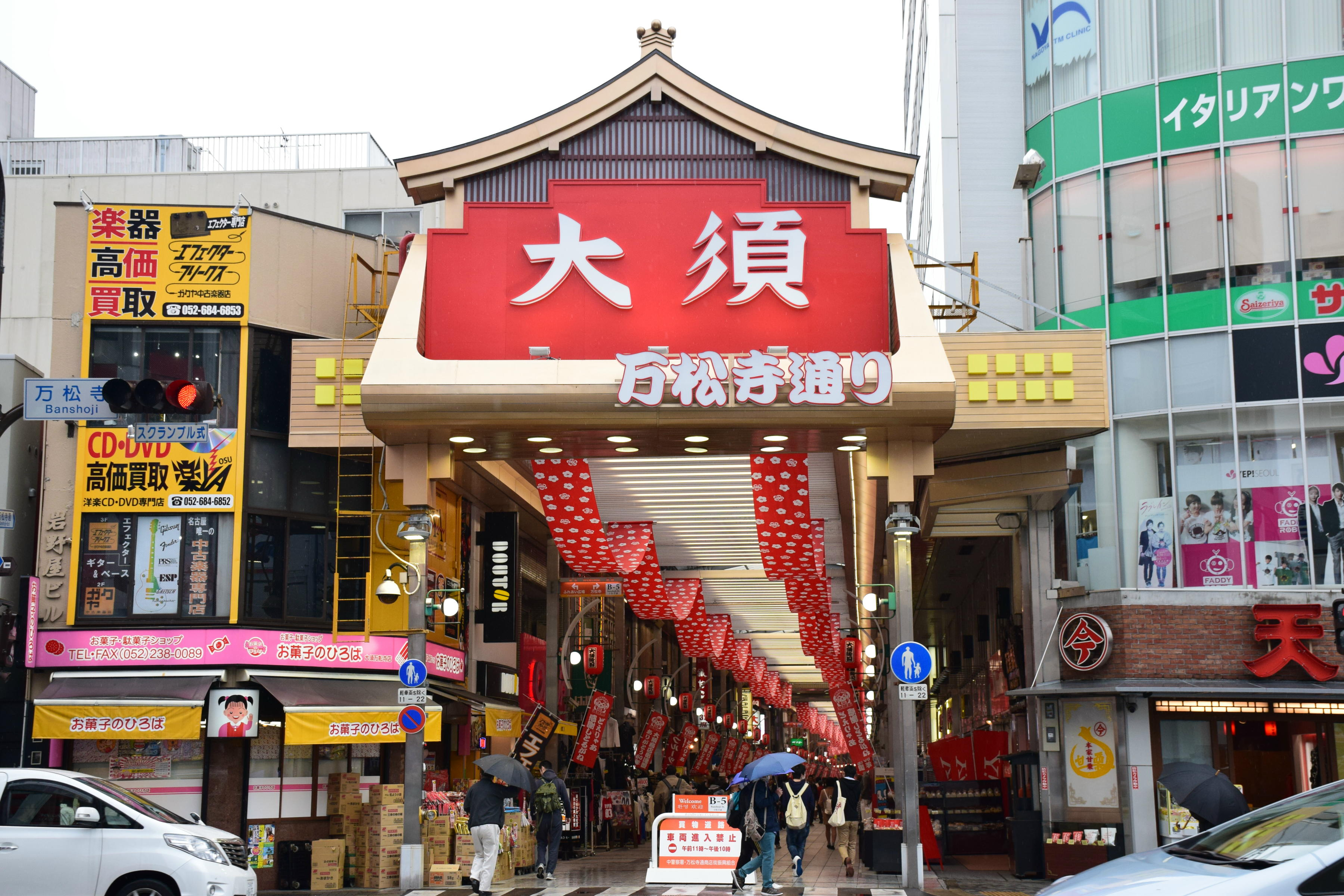
Area comercial de Ōsu
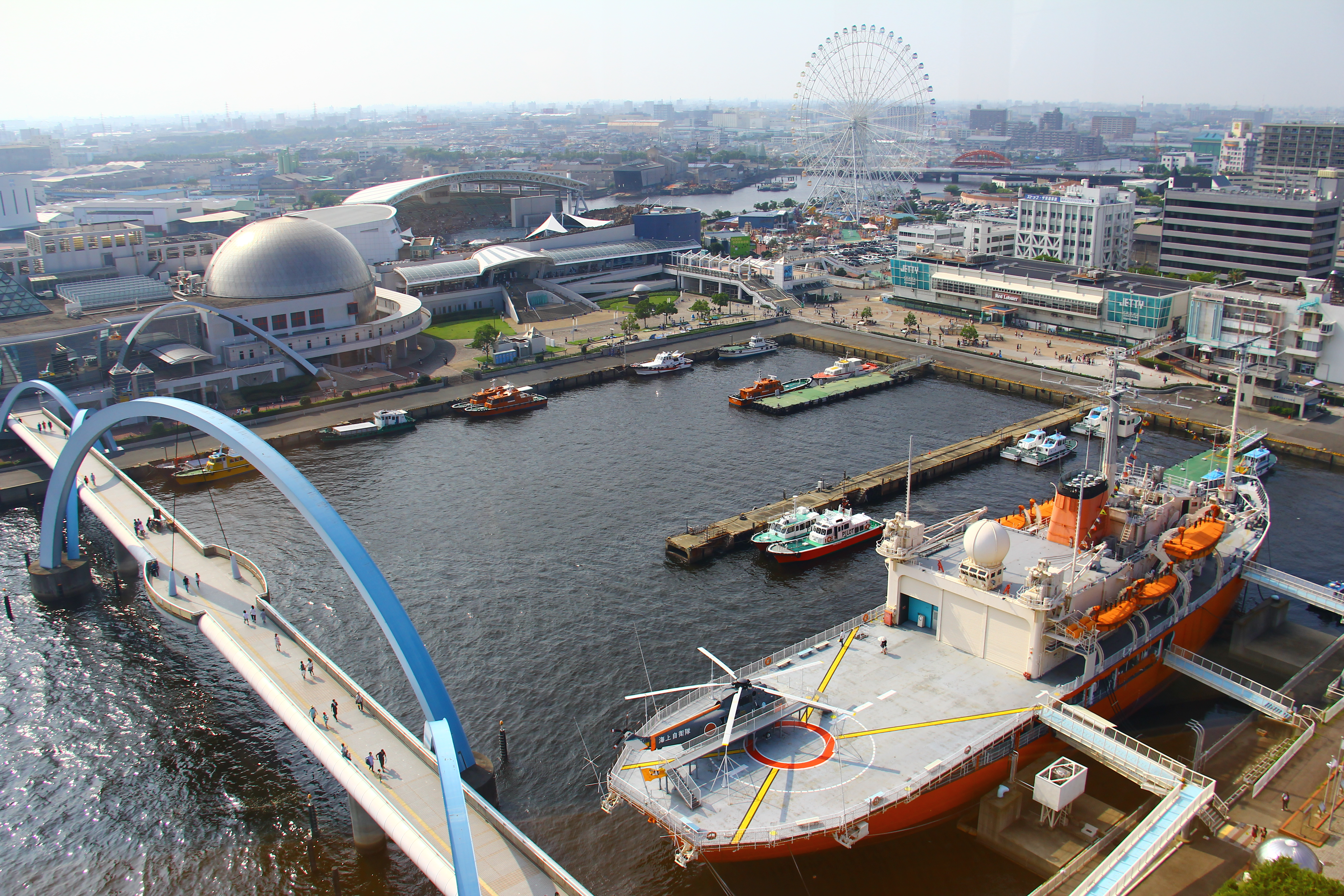
Puerto de Nagoya Garden Wharf
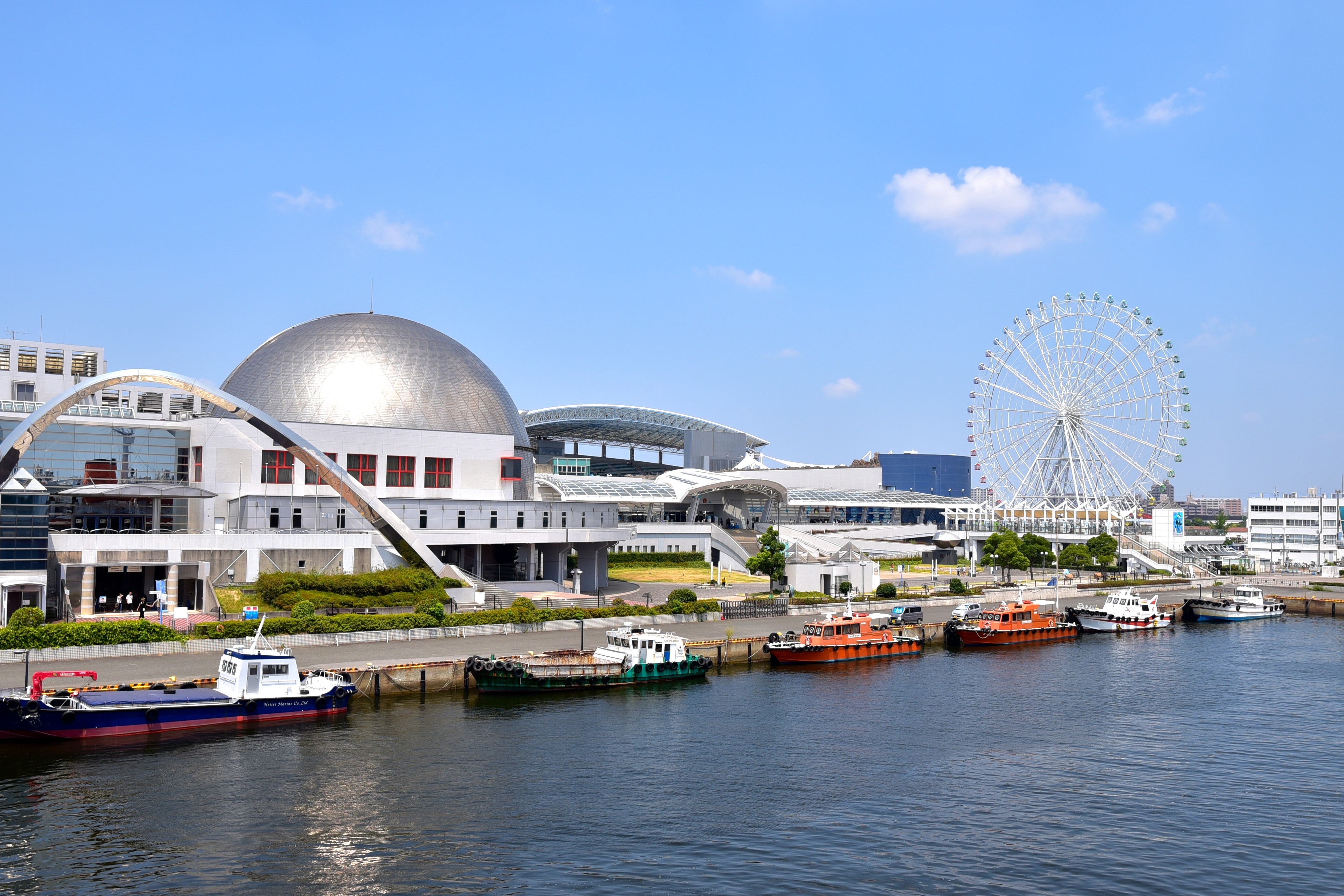
Acuario del Puerto de Nagoya
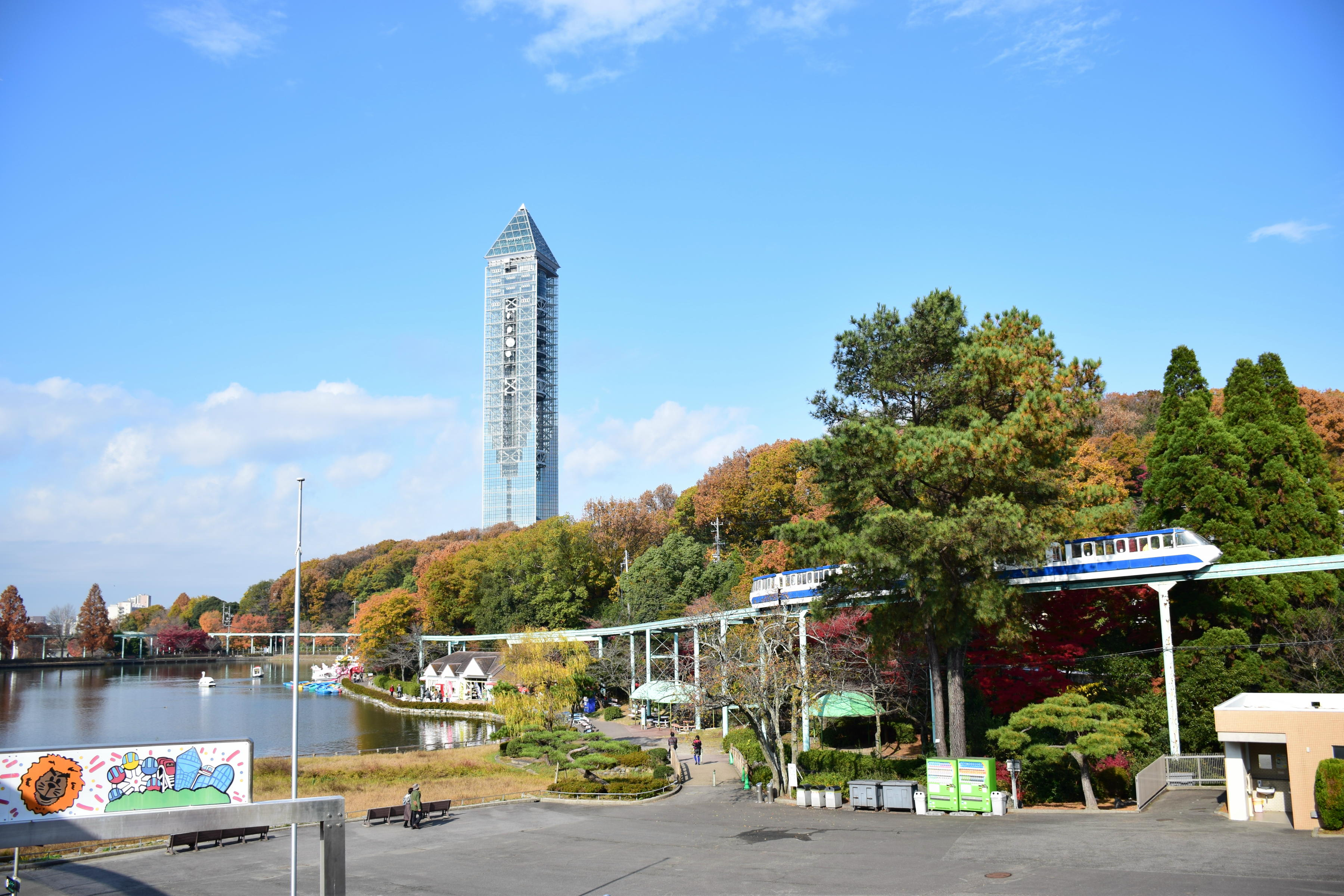
Zoo y Jardín Botánico de Higashiyama
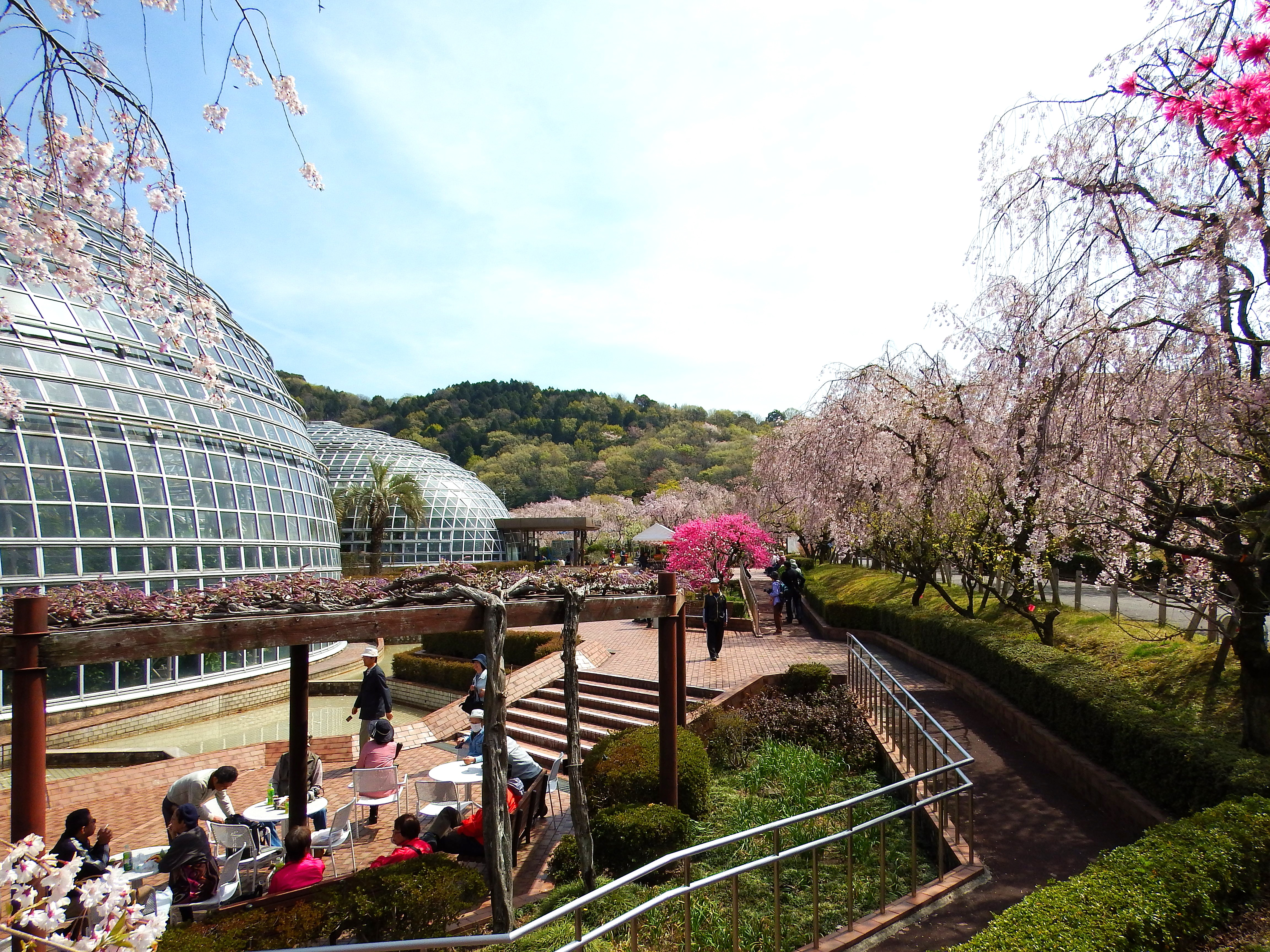
Togokusan Fruits Park
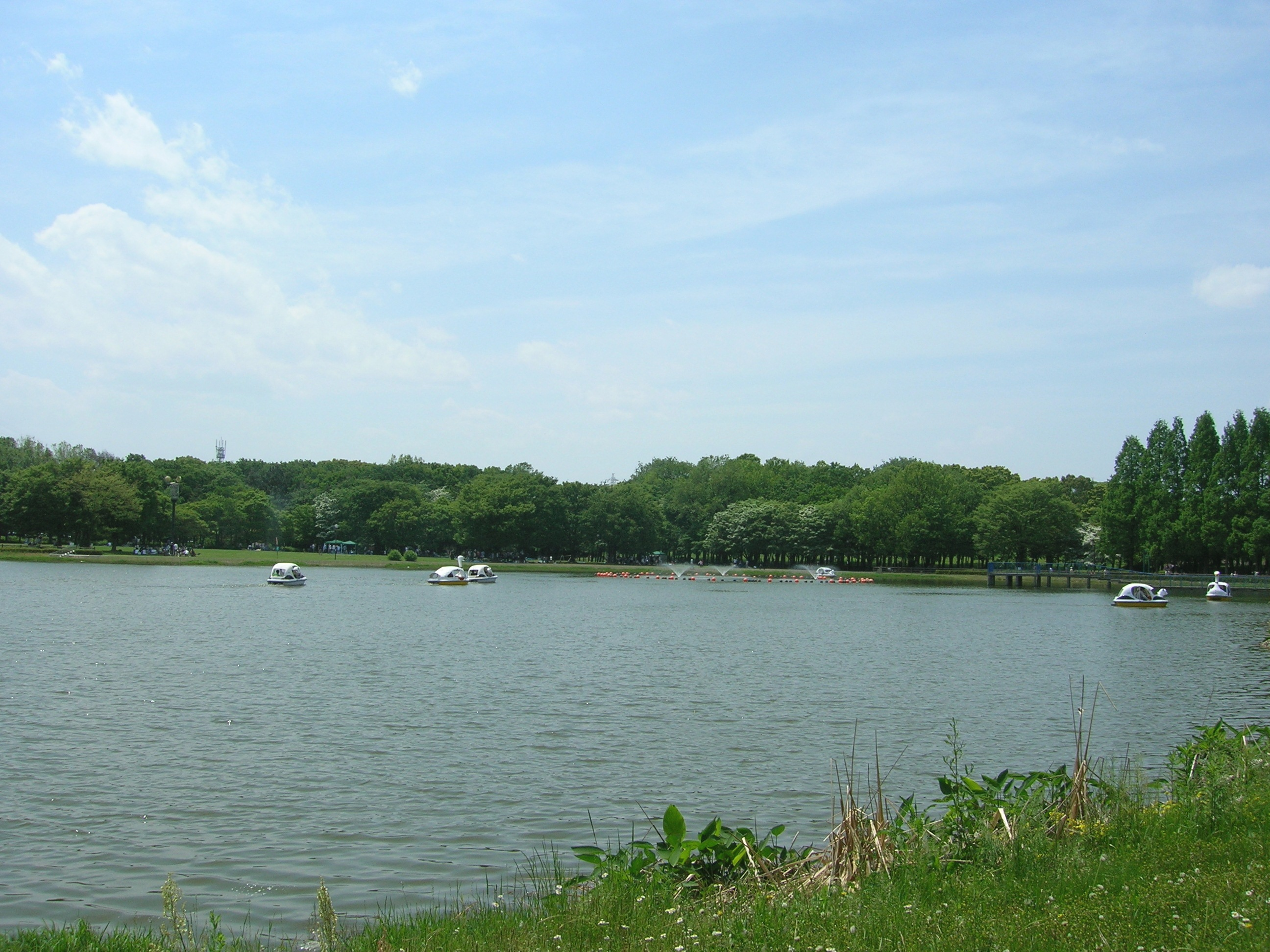
Shōnai Greens
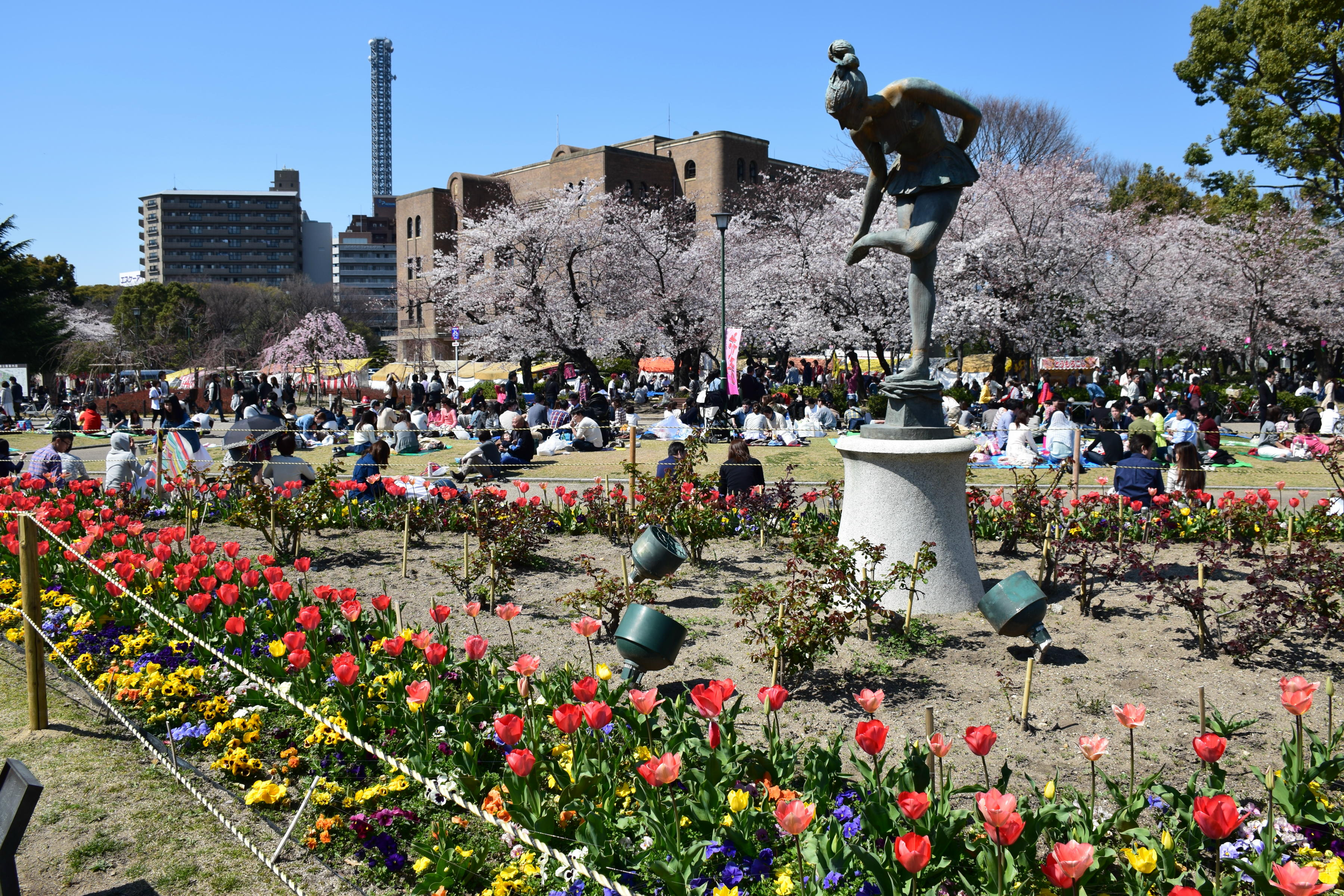
Parque Tsuruma
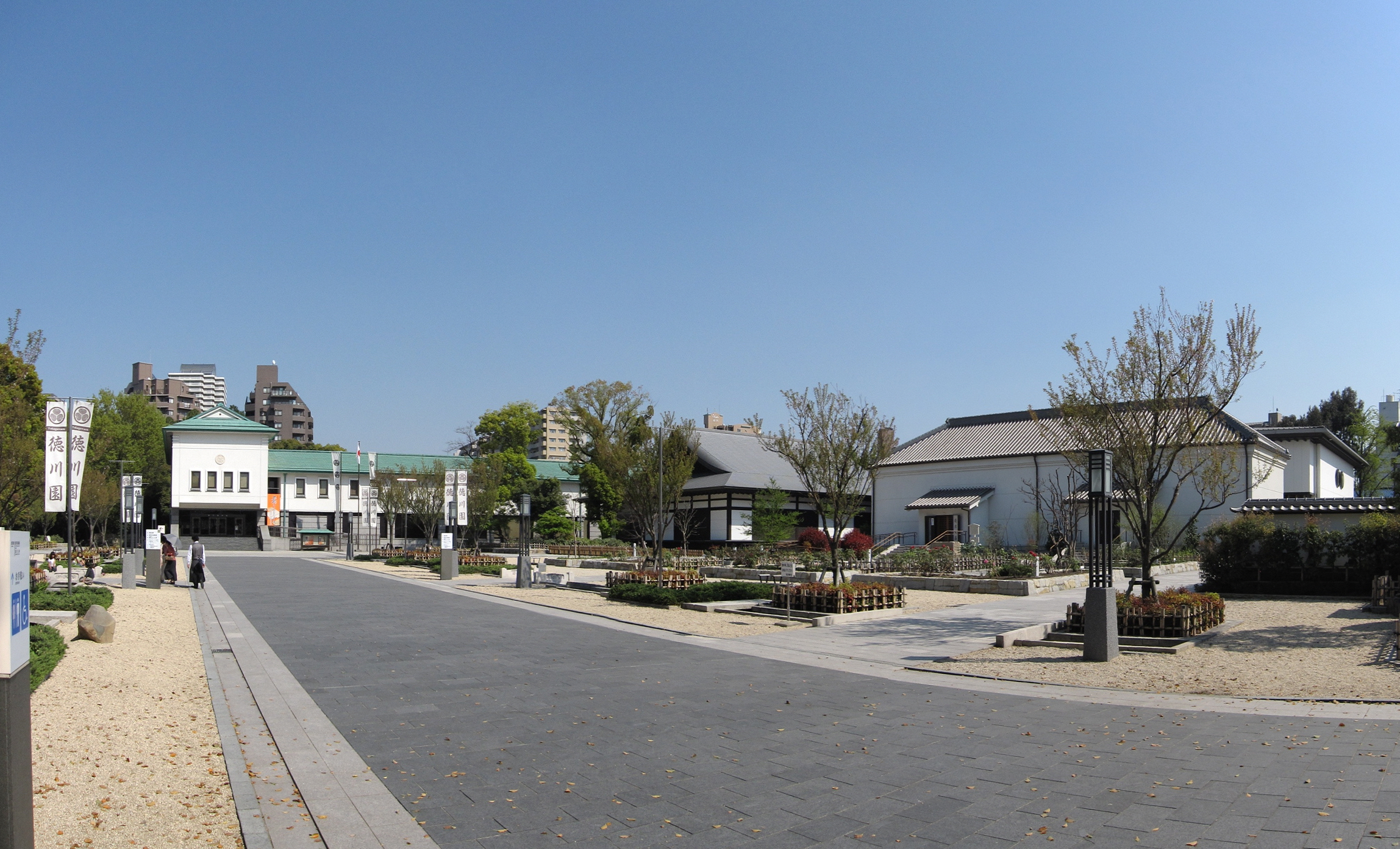
Museo de arte de Tokugawa
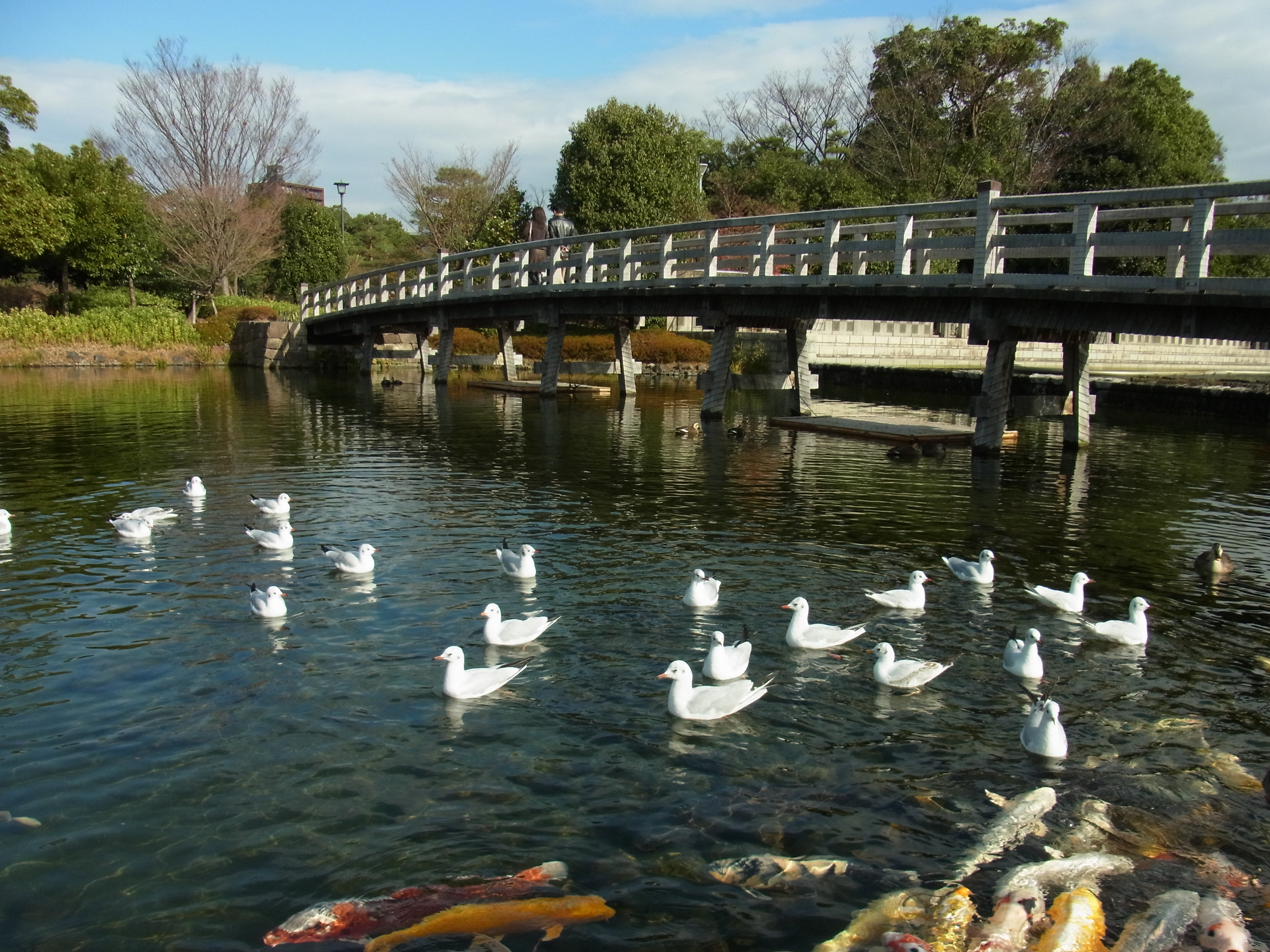
Parque Shirotori
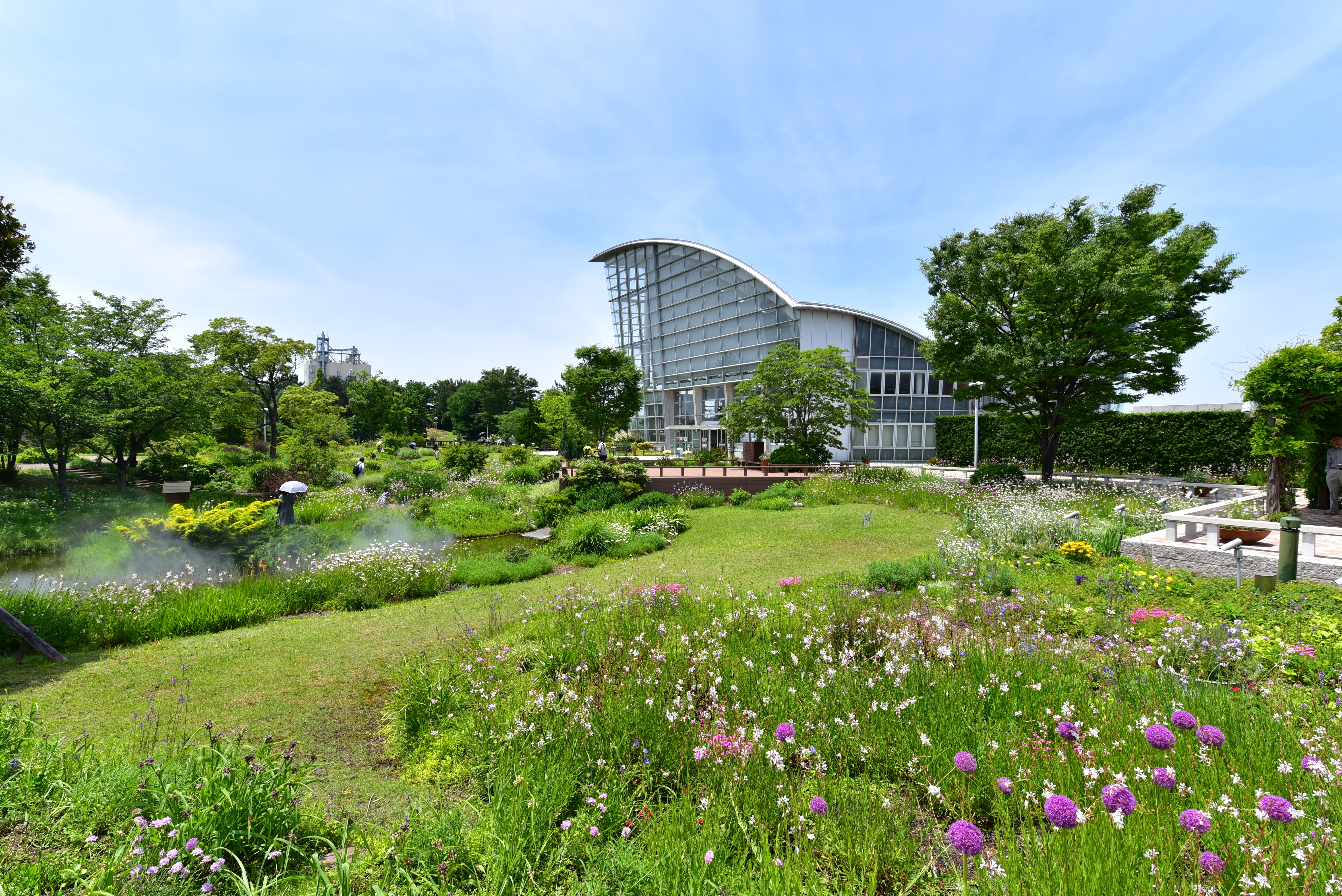
Nagoya Port Wildflower Garden BlueBonnet
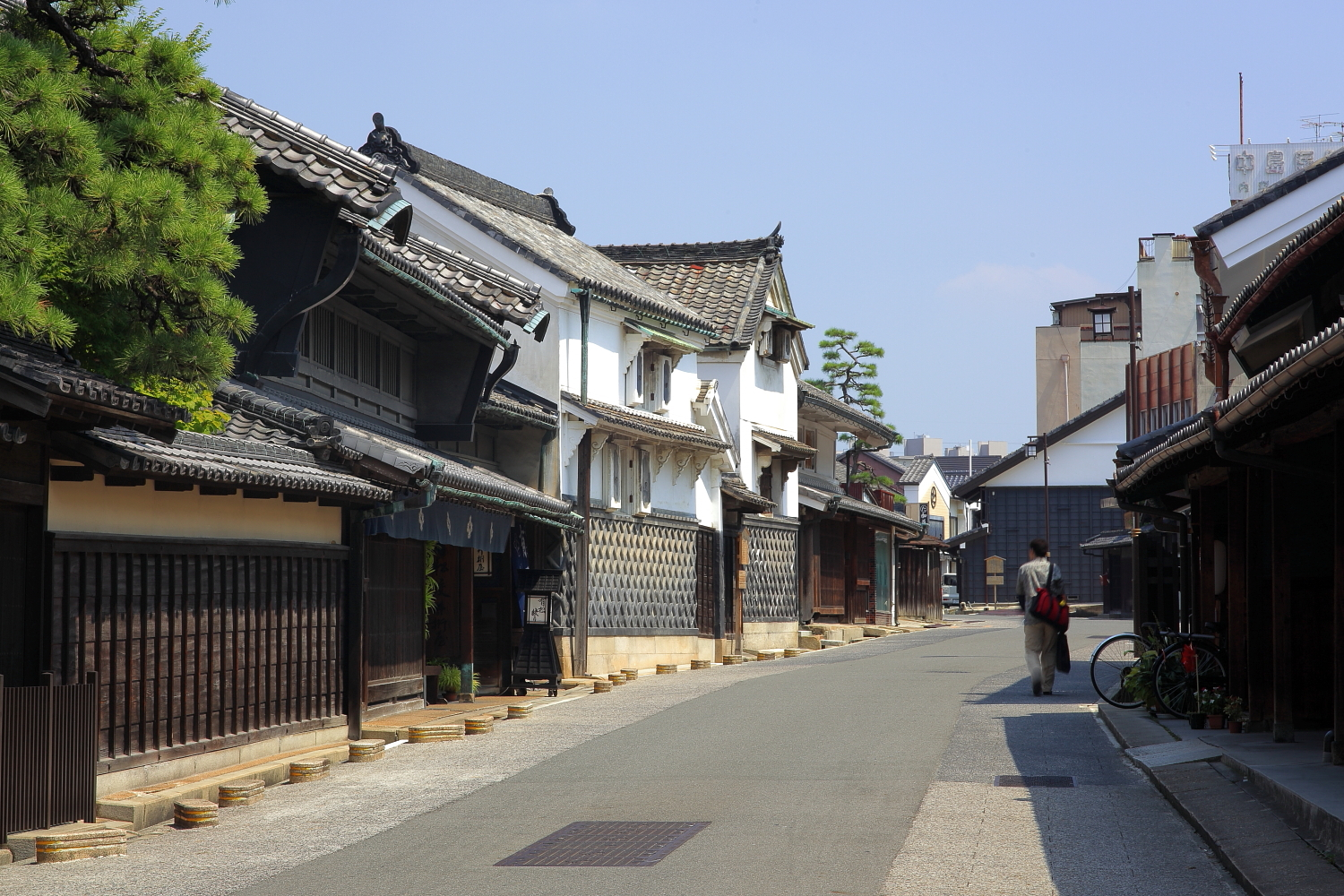
Arimatsu
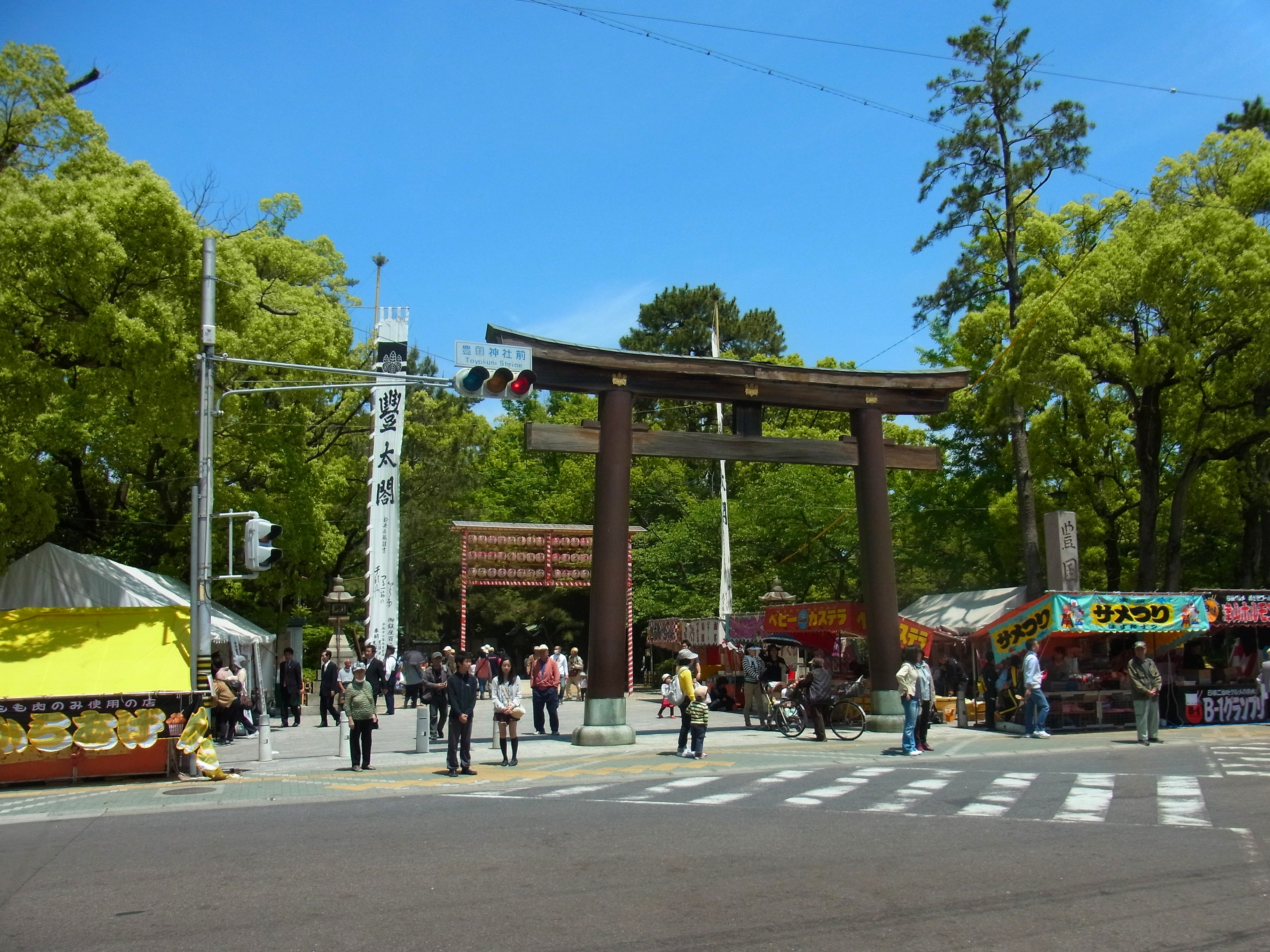
Parque Nakamura
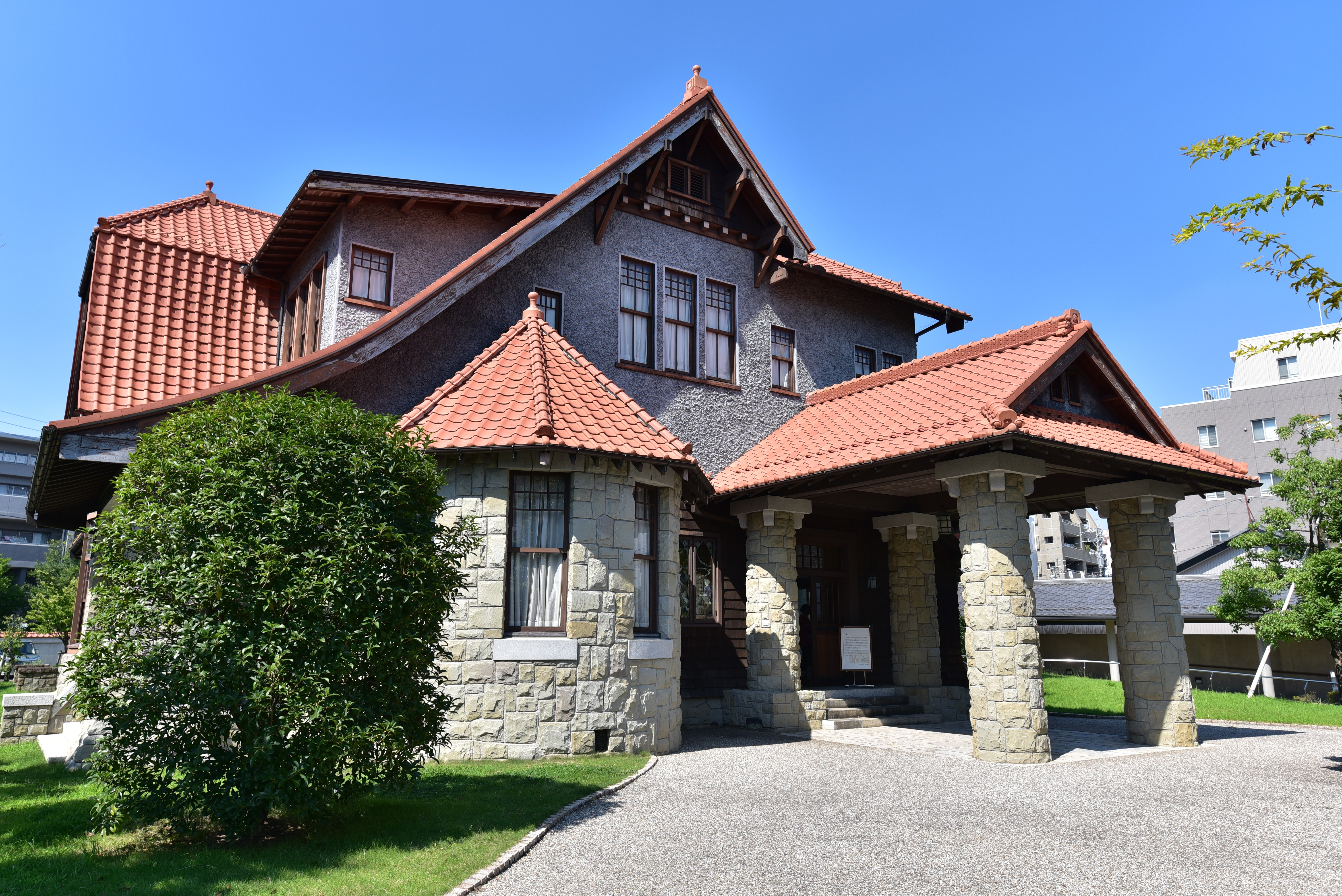
Senda cultural Museo Futaba Museum (residencias de Sada Yacco)
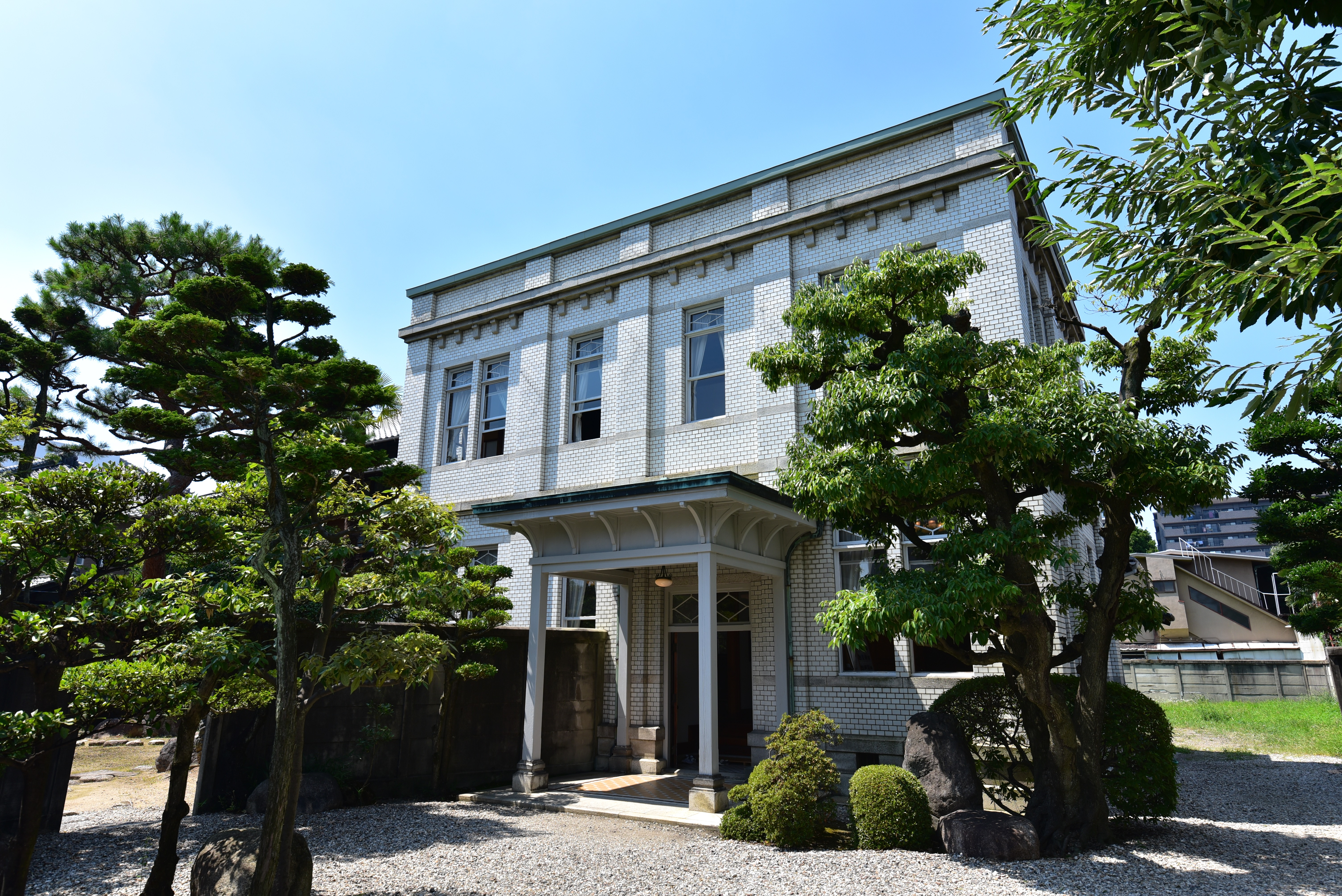
Senda Cultural Casa Sasuke Toyoda
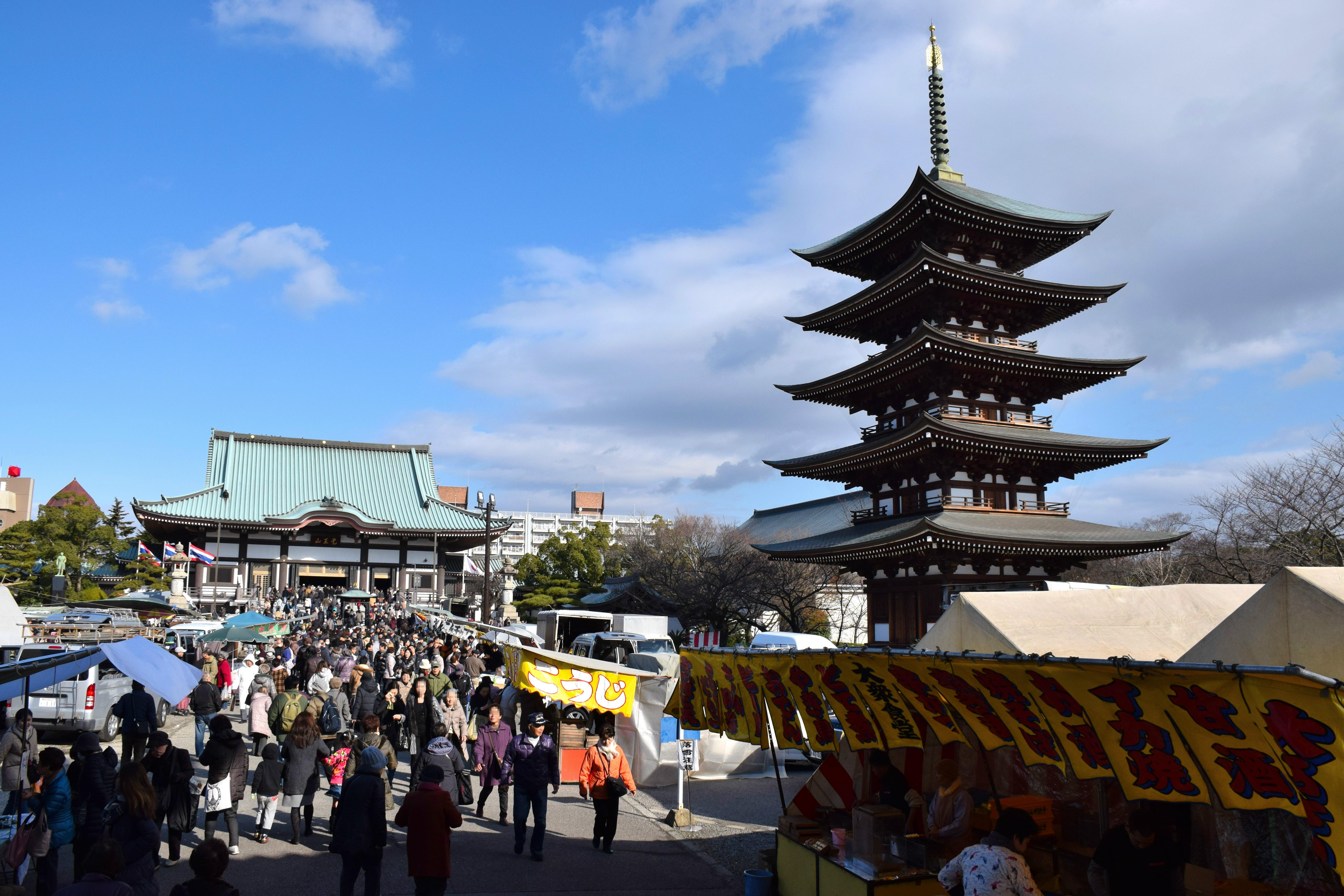
Nittai-ji
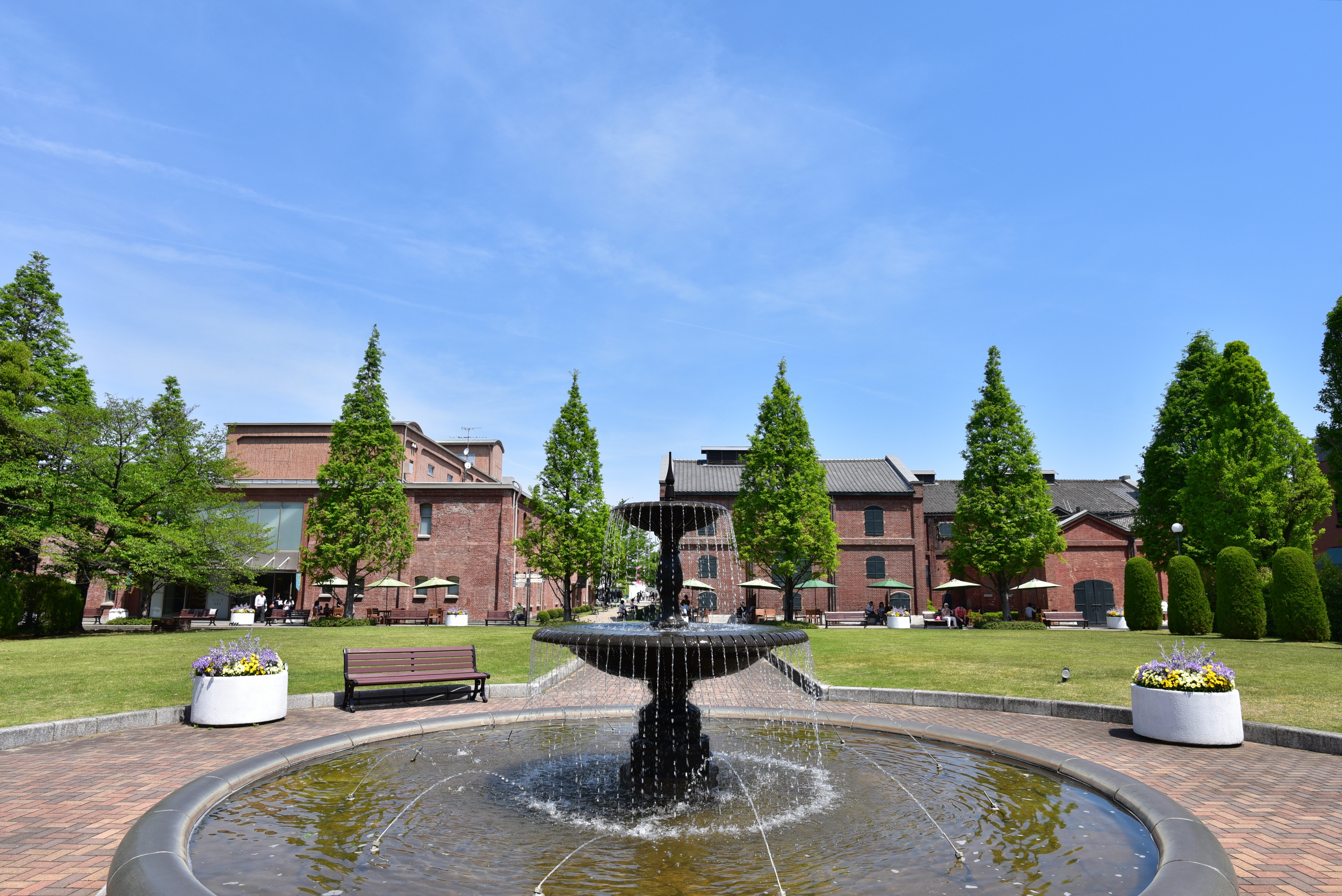
Noritake Garden
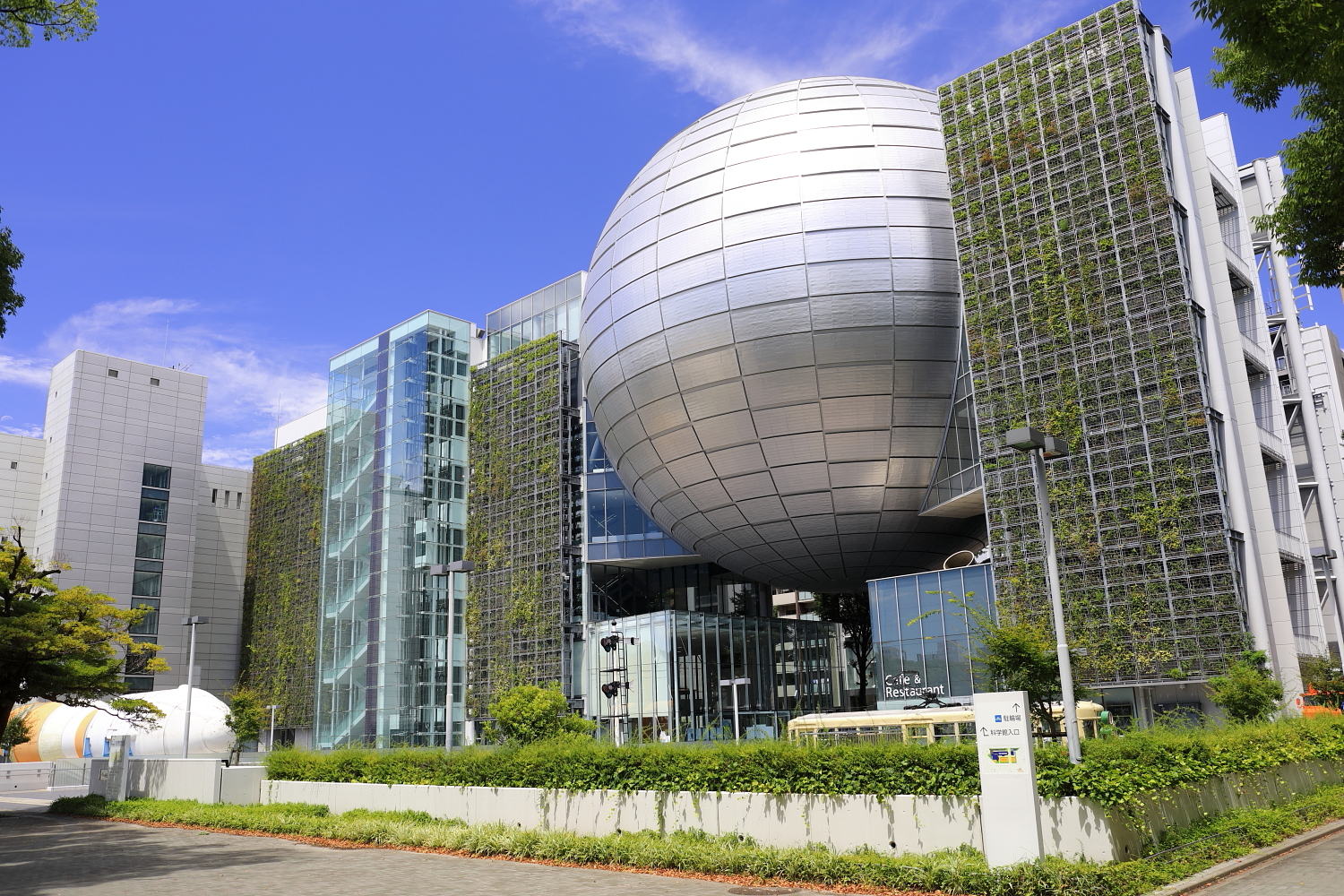
Nagoya City Science Museum
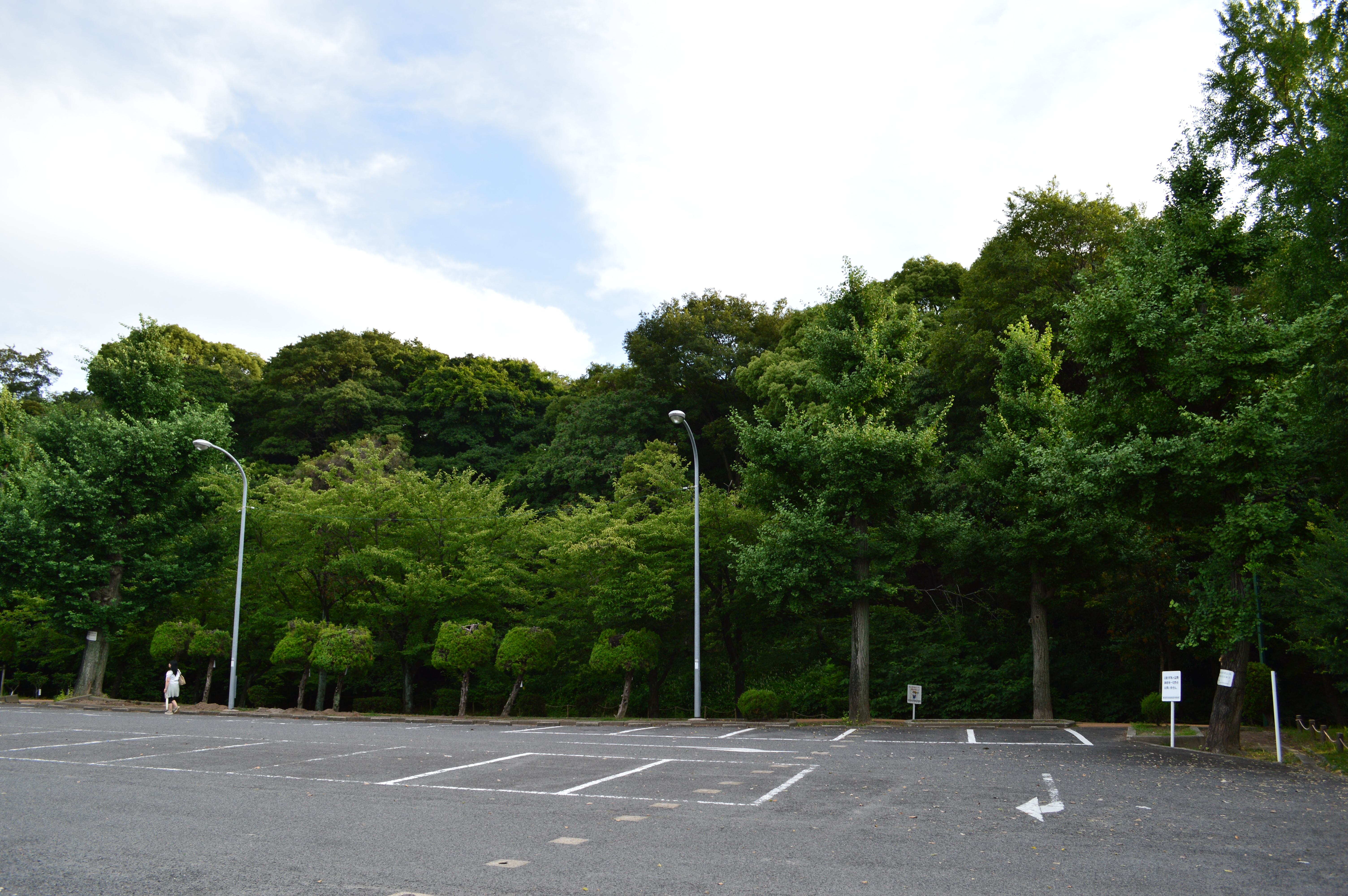
Danpusan Kofun
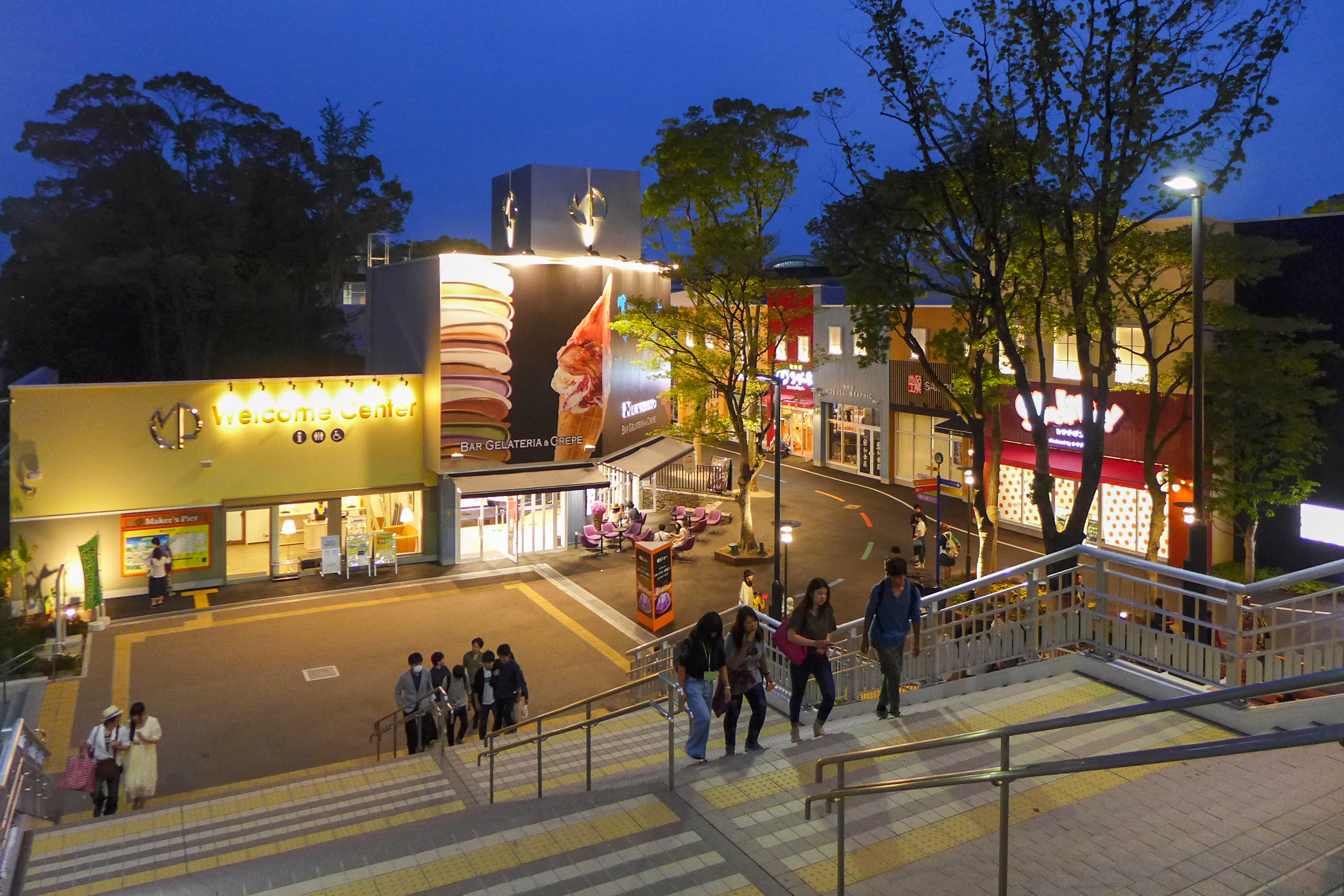
Maker's Pier
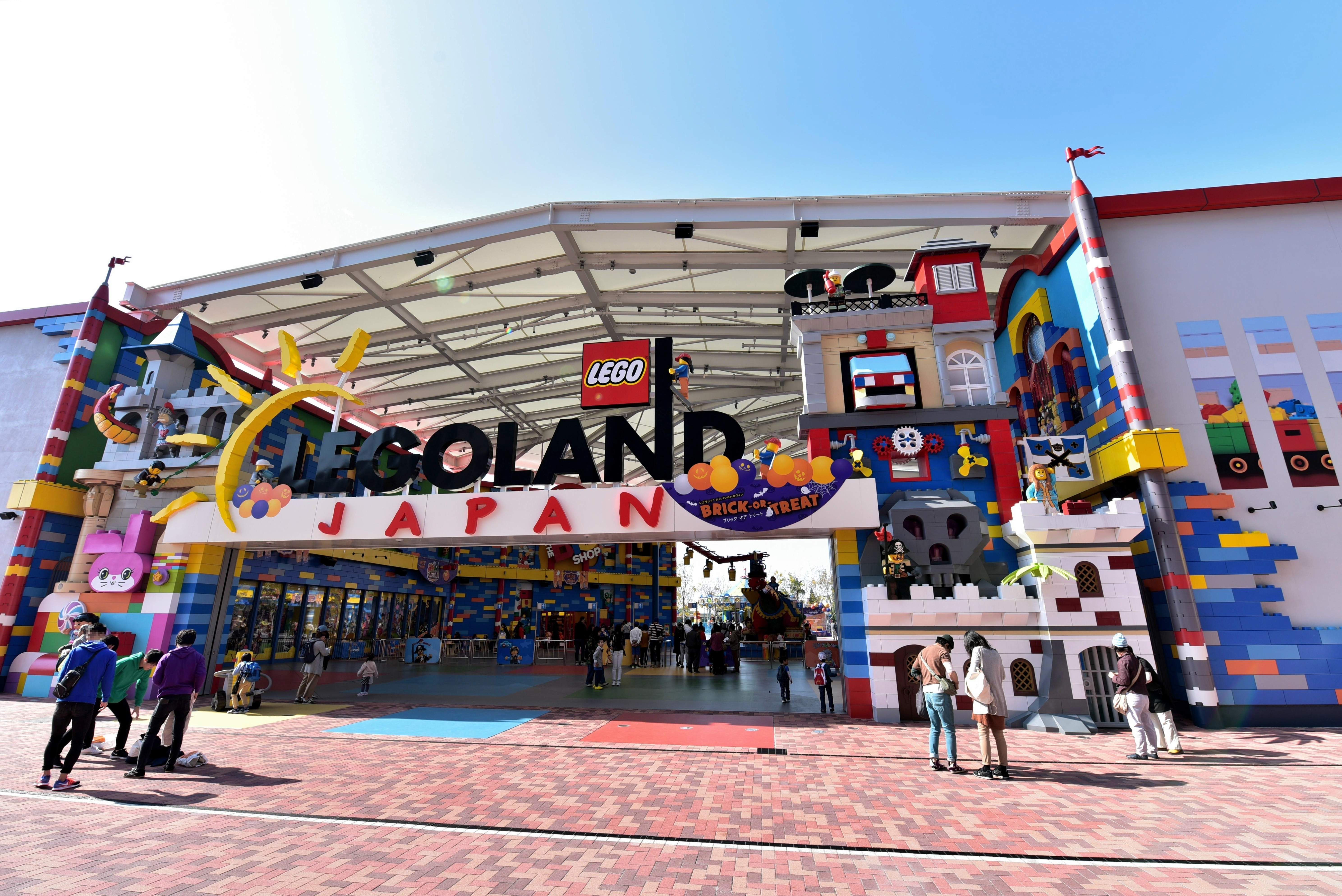
Legoland Japón
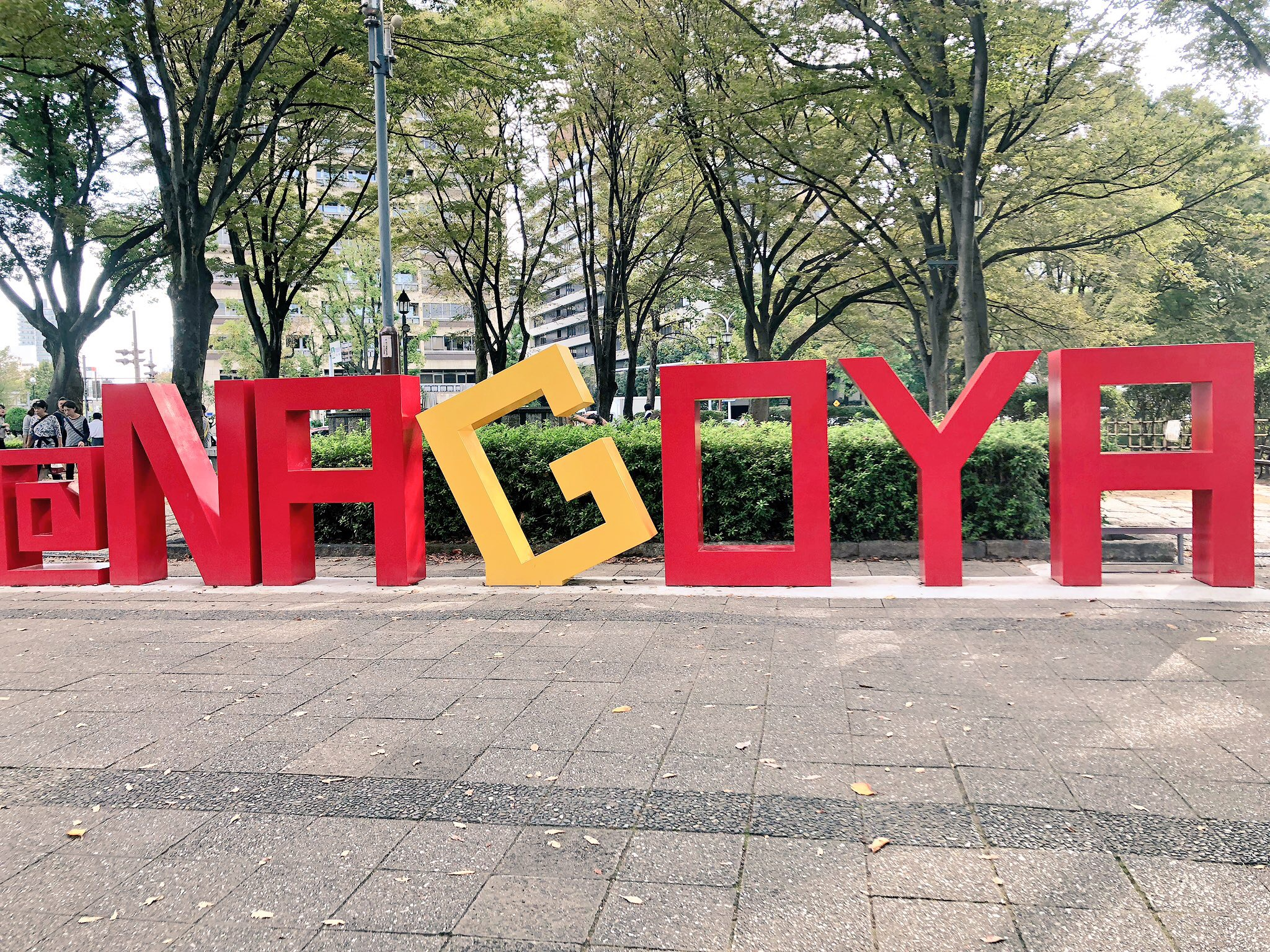
Sannomaru